# Luftwaffe (Wehrmacht)
Die Luftwaffe der Wehrmacht war von 1935 bis 1945 neben dem Heer und der Kriegsmarine eine der drei Teilstreitkräfte im nationalsozialistischen Deutschen Reich. Im Zweiten Weltkrieg war sie Luftstreit- und Flugabwehrkraft, daneben stellte sie auch Bodenstreitkräfte (Luftwaffen-Felddivisionen, Fallschirmjäger-Divisionen und Fallschirm-Panzerkorps Hermann Göring) zur Unterstützung des Heeres auf.

## Organisation und Führung

### Oberkommando

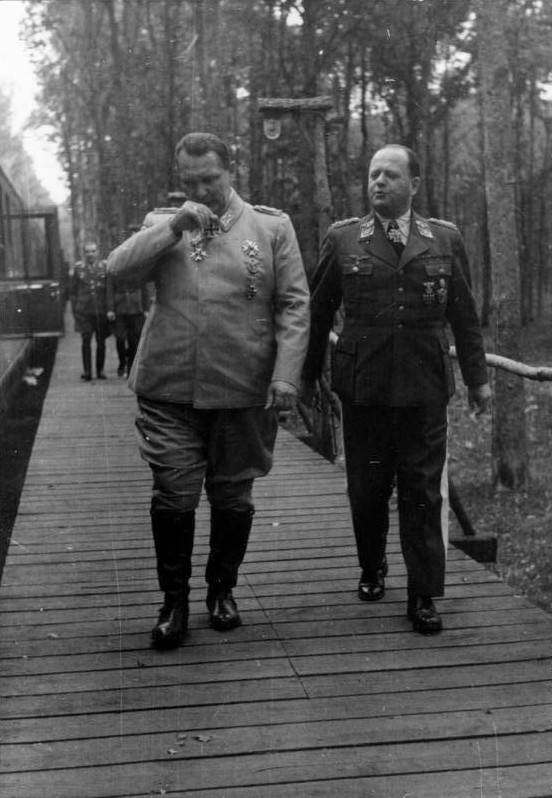
Hermann Göring im Gespräch mit Erhard Milch, 1940

Oberbefehlshaber der Luftwaffe war seit ihrer Gründung im Jahr 1935 Hermann Göring, bis dieser wenige Tage vor Kriegsende von Adolf Hitler entlassen und durch Robert Ritter von Greim ersetzt wurde. Der Oberbefehl ging vom Reichsluftfahrtministerium aus; im April 1944 wurde dann ein Oberkommando der Luftwaffe als befehlshabende Behörde gebildet.
Dem Oberkommando unterstanden auch die Kampfstoff- und Hauptkampfstoffuntersuchungsstellen im Arbeitsstab Luftschutz, von denen die einschlägigen Dienstvorschriften herausgegeben wurden.
Wichtig für die strategische Ausrichtung der neu geschaffenen Luftwaffe war auch deren erster Generalstabschef, Walther Wever. Seit März 1935 in dieser Position, war er zuvor schon seit 1. September 1933 Leiter des Luftkommandoamtes im Reichsluftfahrtministerium und in den Anfangsjahren maßgeblich an der Entwicklung der Luftwaffe beteiligt. Am 3. Juni 1936 kam er bei einem Flugzeugabsturz ums Leben.
Während der gesamten Zeit ihres Bestehens war der Staatssekretär im Reichsluftfahrtministerium und Luftwaffenoffizier Erhard Milch (seit 1940 Generalfeldmarschall) Generalinspekteur der Luftwaffe. Nach dem Tod Wevers wurde Görings Vertrauter Ernst Udet als Nachfolger Wilhelm Wimmers zum Chef des Technischen Amtes im Reichsluftfahrtministerium ernannt. Dieser Posten wurde am 1. Februar 1939 in das neu geschaffene Amt eines Generalluftzeugmeisters umgewandelt. Udet war ein leidenschaftlicher Flieger, aber kaum ein fähiger Organisator und erwies sich auf dem Posten schnell als überfordert. Er nahm sich im November 1941 das Leben, worauf Milch bis 1944 die vakante Position des Generalluftzeugmeisters übernahm.
Ebenfalls Suizid beging der seit 1. Februar 1939 amtierende Generalstabschef der Luftwaffe Oberst (später Generaloberst) Hans Jeschonnek, als nach den schweren Luftangriffen auf Hamburg über seine Ablösung diskutiert wurde. Sein Nachfolger wurde General Günther Korten.
| Adjutantur | Reichsminister der Luftfahrt und Oberbefehlshaber der Luftwaffe | Luftwaffenpersonalamt |

|  | Staatssekretär der Luftfahrt und Generalinspekteur der Luftwaffe |

| Chef des Generalstabes der Luftwaffe - 1a Abteilung (Operationen) - 1c Abteilung (Fremde Luftmächte) - Kartenwesen und Luftgeographie - Organisationsabteilung - Quartiermeisterabteilung - Rüstungsabteilung - Gr LwbGBK - Seenotdienst - Chef Wetterdienst - Arbeitsstab Luftschutz - Chef des Nachrichtenverbindungswesen - General der Aufklärungsflieger - General der Kampfflieger - General der Jagdflieger - General der Flakkräfte - Luftwaffenfeldverbände | Chef des Ausbildungswesens - Ausbildungsabteilung - Vorschriften- und Lehrmittelabteilung - Abteilung Luftbildwesen - Abteilung Technische Ausbildung - Flugzeugführerschulen - Erziehungs- und Bildungswesen - Kriegswissenschaftliche Abteilung | Chef der Luftwehr - Zentralamtsgruppe - Allgemeines Luftamt - Luftwaffenverwaltungsamt - Amtsgruppe Recht - Luftwaffenwehrmachtsgruppe - Abteilung Stärke und Ausrüstung - Gruppe Organisation - Chef für Flugsicherheit - Technischer Truppendienst - Kraftfahrzeugwesen - Zivilluftschutz - Sanitätswesen - Luftwaffenbautruppen | Generalluftzeugmeister - Forschungsführung beim ObdL - Industrierat - Amtsgruppe Flugtechnisches Personal - Amtsgruppe Flakentwicklung - Abteilung Flakrüstung - Planungsamt - Technisches Amt - Nachschubamt - Industriewirtschaftsamt |

### Luftflotten und Luftgaukommandos
Vor Kriegsbeginn gliederte sich die Luftwaffe in vier Luftflotten, denen die Luftgaukommandos als Territorialbereiche unterstellt waren. Der Luftflotte 1 (Berlin) unterstanden das I., III., und IV. Luftgaukommando, während die Luftflotte 2 (Braunschweig) die Luftgaukommandos VI. und XI. befehligte. Im Südwesten Deutschlands stand die Luftflotte 3 (München) mit dem VII., XII. und XIII. Luftgaukommando, während die Luftflotte 4 (Wien) mit dem VII. und XVII. Luftgaukommando den Südosten abdeckte.
Die Luftgaukommandos der Luftwaffe waren ähnlich wie die Wehrkreise des Heeres Dienststellen, die bestimmte territoriale Aufgaben übernahmen. Diese waren vor allem der Unterhalt aller Einrichtungen und Flugplätze der Luftwaffe in den jeweiligen Gebieten und die Ausbildung des Personalersatzes. Mit Stand vom 1. September 1939 gab es in Deutschland zehn Luftgaukommandos, die mit römischen Zahlen bezeichnet wurden. Die Nummerierung war nicht durchlaufend, da zuvor einige Luftgaukommandos zusammengelegt worden waren.
Später im Krieg befehligten die Luftflotten, deren Zahl von 1940 bis 1944 auf sieben stieg, die Verbände der Luftwaffe an der Front. Die Luftflotten waren von 1 bis 6 durchnummeriert und wurden jeweils an die verschiedenen Kriegsschauplätze verlegt. Außerdem gab es den Luftwaffenbefehlshaber Mitte, ab Februar 1944 umbenannt in Luftflotte Reich, der für die Verteidigung des Reichsgebietes zuständig war. Die Luftflotte 10, ab Juli 1944 eingerichtet, führte alle Ausbildungseinrichtungen der Luftwaffe. Auch richtete die Luftwaffe in den besetzten Ländern Luftgaukommandos und Feldluftgaukommandos ein, welche die gleichen Aufgaben wahrnahmen wie die Luftgaue in der Heimat.
| Luftgau | Hauptquartier | Zeitraum  |
| ------- | ------------- | --------- |
| I       | Königsberg    | 1938–1945 |
| III     | Berlin        | 1937–1945 |
| IV      | Dresden       | 1937–1941 |
| VI      | Münster       | 1937–1945 |
| VII     | München       | 1937–1945 |
| VIII    | Breslau       | 1937–1945 |
| XI      | Hannover      | 1937–1945 |
| XII     | Wiesbaden     | 1937–1944 |
| XIII    | Nürnberg      | 1937–1945 |
| XVII    | Wien          | 1938–1945 |

| Luftgaukommando        | Zeitraum  |
| ---------------------- | --------- |
| Belgien-Nordfrankreich | 1940–1944 |
| Charkow                | 1942–1943 |
| Finnland               | 1941–1943 |
| Holland                | 1940–1944 |
| Kiew                   | 1941–1942 |
| Moskau                 | 1941–1942 |
| Norwegen               | 1940–1944 |
| Petersburg             | 1941–1943 |
| Rostow                 | 1941–1943 |
| Westfrankreich         | 1940–1944 |

| Feldluftgaukommando | Zeitraum  | Bereich                                  |
| ------------------- | --------- | ---------------------------------------- |
| XXV                 | 1943–1944 | aus Luftgau-Kommandos Rostow und Charkow |
| XXVI                | 1943–1944 | aus Luftgau-Kommando Petersburg          |
| XXVII               | 1943–1944 | aus Luftgau-Kommando Moskau              |
| XXVIII              | 1941–1943 | Italien                                  |
| XXIX                | 1943–1944 | Griechenland                             |
| XXX                 | 1943–1944 | Balkan                                   |

### Organisation und Bezeichnung der Geschwader
Die fliegenden Einheiten der Luftwaffe waren in Geschwader, Gruppen und Staffeln organisiert: Ein Geschwader bestand in der Regel aus einem Stabsschwarm mit vier bis sechs Maschinen und zwei bis vier Gruppen mit jeweils 30 bis 40 Flugzeugen. Die Gruppe war in der Regel in drei bis vier Staffeln von üblicherweise zwölf Flugzeugen unterteilt. Kleinere taktische Verbände waren die Kette mit drei (vor allem bei Kampffliegern), der Schwarm mit vier und die Rotte mit zwei Flugzeugen (vor allem bei den Jagdfliegern).
Die Bezeichnungen der Verbände setzten sich aus der Abkürzung für die Einsatzart sowie aus arabischen Ziffern für das Geschwader und die Staffel und aus römischen Ziffern für die Gruppe zusammen. Die Geschwaderbezeichnung für vor Kriegsbeginn aufgestellte Verbände ergab sich aus dem Aufstellungsort des Geschwaders. Lag dieser im Bereich der Luftflotte 1, war es mit einer Nummer von 1–25 bezeichnet. Bei Aufstellungsorten im Bereich der Luftflotte 2 (Nummer 26–50), Luftflotte 3 (Nummer 51–75) und Luftflotte 4 (Nummer 76–100) war es ebenso. Zum Beispiel wurde das Jagdgeschwader 1 mit JG 1 bezeichnet, I. Gruppe des JG 1 mit I./JG 1 und 1. Staffel des JG 1 mit 1./JG 1. Es gab Kampfgeschwader (KG), Jagdgeschwader (JG), Sturzkampfgeschwader (StG), Zerstörergeschwader (ZG), Nachtjagdgeschwader (NJG), Schlachtgeschwader (SG), Schnellkampfgeschwader (SKG), Lehrgeschwader (LG) und Transportgeschwader (TG). Bei speziellen Einsatzarten, wo eine Gliederung in Geschwader nicht sinnvoll war, wurden selbstständige Fliegergruppen aufgestellt. Hier gab es Kampfgruppen (Kgr), Küstenfliegergruppen (KüFlGr), Aufklärungsgruppen (AufklGr) und Nachtschlachtgruppen (NSG). Auch auf der Ebene der Staffel gab es selbstständige Fliegereinheiten, insbesondere im Bereich der Aufklärungs-, Kurier- und Verbindungsflieger.

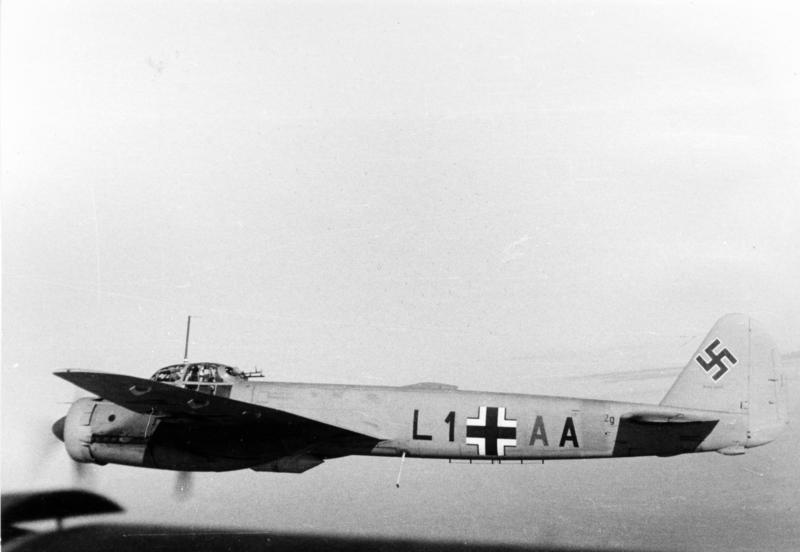
Junkers Ju 88 des Geschwaderkommodore des Lehrgeschwaders 1

Mit Ausnahme der einmotorigen Jagdverbände waren die Flugzeuge im Geschwader mit einer Geschwaderkennung gekennzeichnet. Diese war vor dem Balkenkreuz am Flugzeugrumpf und unter den Tragflächen angebracht und setzte sich aus einer Zahl und einem Buchstaben zusammen. Nach dem Balkenkreuz folgte eine zweistellige Buchstabenkombination, welche die Stellung des Flugzeugs innerhalb des Geschwaders beschreibt. Aufgrund dessen ergab sich eine vierstellige Zahlen-/Buchstabenkombination, die je Flugzeug, zu einem bestimmten Zeitpunkt, nur einmal vergeben war.
Gewöhnlich hatte ein (Geschwader-)Kommodore die Verantwortung für ein Geschwader, ein (Gruppen-)Kommandeur für eine Gruppe und ein (Staffel-)Kapitän für eine Staffel. Es handelt sich dabei nicht um Dienstgrade, sondern um Dienststellungen der Luftwaffe. Der Geschwaderkommodore war gewöhnlich ein Oberstleutnant (oder in Ausnahmefällen ein Oberst), während der Gruppenkommandeur meist ein Major oder Hauptmann war. Eine Staffel wurde in der Regel von einem Oberleutnant oder Leutnant befehligt. Im taktischen Verband der Rotte hatte der erfahrenere Pilot als Rottenführer das Sagen. Sein Rottenflieger – im Sprachgebrauch der Flieger auch Kaczmarek genannt – konnte durchaus ranghöher sein. Er hatte den Rottenführer bei dessen Vorhaben zu unterstützen, beispielsweise bei einem Angriff Deckung zu geben.

### Flugzeugbestand
| Flugzeuggattung                                       | 26. August 1939 | 4. Mai 1940 | 26. April 1941 | 30. April 1942 | 30. April 1943 | 30. April 1944 | 9. April 1945 |
| ----------------------------------------------------- | --------------- | ----------- | -------------- | -------------- | -------------- | -------------- | ------------- |
| Jagdflugzeuge, Zerstörerflugzeuge, Nachtjagdflugzeuge | 1230            | 1736        | 1757           | 1807           | 2234           | 2571           | 2581          |
| Kampfflugzeuge                                        | 1210            | 1758        | 1476           | 1319           | 1711           | 1201           | 184           |
| Sturzkampfflugzeuge, Schlachtflugzeuge                | 400             | 466         | 461            | 530            | 876            | 1242           | 1157          |
| Aufklärungsflugzeuge                                  | 661             | 666         | 803            | 703            | 756            | 682            | 653           |
| Transportflugzeuge                                    | 544             | 531         | 768            | 896            | 807            | 892            | unbekannt     |
| sonstige Flugzeuge                                    | 243             | 411         | 542            | 564            | 767            | 1044           | 150           |
| Gesamt                                                | 4288            | 5568        | 5807           | 5819           | 7151           | 7632           | 4725          |

### Personalbestand
| Truppengattung          | Frühsommer 1939 | Spätherbst 1939 | 20. Mai 1941 | 1. Dezember 1941 | 1. Juli 1942 | 1. November 1943 |
| Fliegertruppe           | 208.000         | 366.000         | 526.000      | 588.000          |              |                  |
| Flakartillerie          | 107.000         | 258.000         | 500.000      | 571.000          |              |                  |
| Luftnachrichtentruppe   | 58.000          | 138.000         | 243.000      | 296.000          |              |                  |
| Luftwaffenbaueinheiten  | ---             | 118.000         | 153.000      | 146.000          |              |                  |
| Landesschützeneinheiten | ---             | ---             | 36.000       | 38.000           |              |                  |
| Gesamt                  | 373.000         | 880.000         | 1.458.000    | 1.639.000        | 1.900.000    | 2.089.000        |

Beim Personalbestand am 1. November 1943 handelt es sich ausschließlich um Soldaten. Dazu kamen noch 430.000 Luftwaffenhelfer (Flakhelfer, Nachrichtenhelfer und -helferinnen) und 475.000 weitere Zivilpersonen, die im Dienst der Luftwaffe standen.

## Geschichte

### Nach dem Ersten Weltkrieg
Obwohl es Deutschland nach der Demobilisierung der kaiserlichen Fliegertruppe durch den Friedensvertrag von Versailles verboten war, eine Luftstreitmacht zu unterhalten, wurden in der Weimarer Republik der 1920er-Jahre und Anfang der 1930er-Jahre unter Geheimhaltung als zivile Einrichtungen getarnte Ausbildungsstätten für Militärpiloten geschaffen und geheime Fliegereinheiten unterhalten, so die Deutschen Verkehrsfliegerschulen, die Hanseatische Fliegerschule oder der Deutsche Flugwetterdienst.
Zuerst wurden die Flugschüler in leichten Schulflugzeugen bei den zivilen Ausbildungsstätten in Deutschland geschult. Um den Piloten die Gelegenheit zu geben, Flugerfahrung in Kampfflugzeugen zu sammeln, suchte Deutschlands Reichswehr die Hilfe der Sowjetunion (siehe auch: Vertrag von Rapallo). Ein geheimer Ausbildungsfliegerhorst wurde 1924 in der Nähe der russischen Stadt Lipezk eingerichtet und bis 1933 betrieben. Insgesamt benutzte diese Schule, die offiziell als 4. Fliegerabteilung des 40. Geschwaders der Roten Armee bezeichnet wurde, eine Anzahl niederländischer, russischer und auch deutscher Flugzeuge. Dort wurden insgesamt etwa 220 deutsche Flieger ausgebildet und auch neue, in Deutschland entwickelte Flugzeugkonstruktionen erprobt.

### Aufbau der Luftwaffe

Wimpel des Deutschen Luftsportverbandes (DLV)

Um den kritischen Zeitraum der nicht mehr geheimzuhaltenden deutschen Aufrüstung zu verkürzen, wurde zuerst im schnellen Tempo eine Risiko-Luftwaffe aufgebaut, allerdings mit veralteten Flugzeugmustern von geringer Qualität. Nach der Machtübernahme des NS-Regimes waren die Bestimmungen des Versailler Vertrages nach wie vor in Kraft. Daher führte die Reichswehr die Ausbildungsprojekte im Geheimen fort. Am 30. Januar 1933 wurde Hermann Göring zum Reichskommissar für die Luftfahrt ernannt und am 10. Mai 1933 übernahm er das neu geschaffene Reichsluftfahrtministerium (RLM). In dessen Luftkommandoamt plante Oberst Walther Wever, der spätere erste Chef des OKL (Oberkommando der Luftwaffe), den vorerst noch geheimen Aufbau der Luftwaffe.

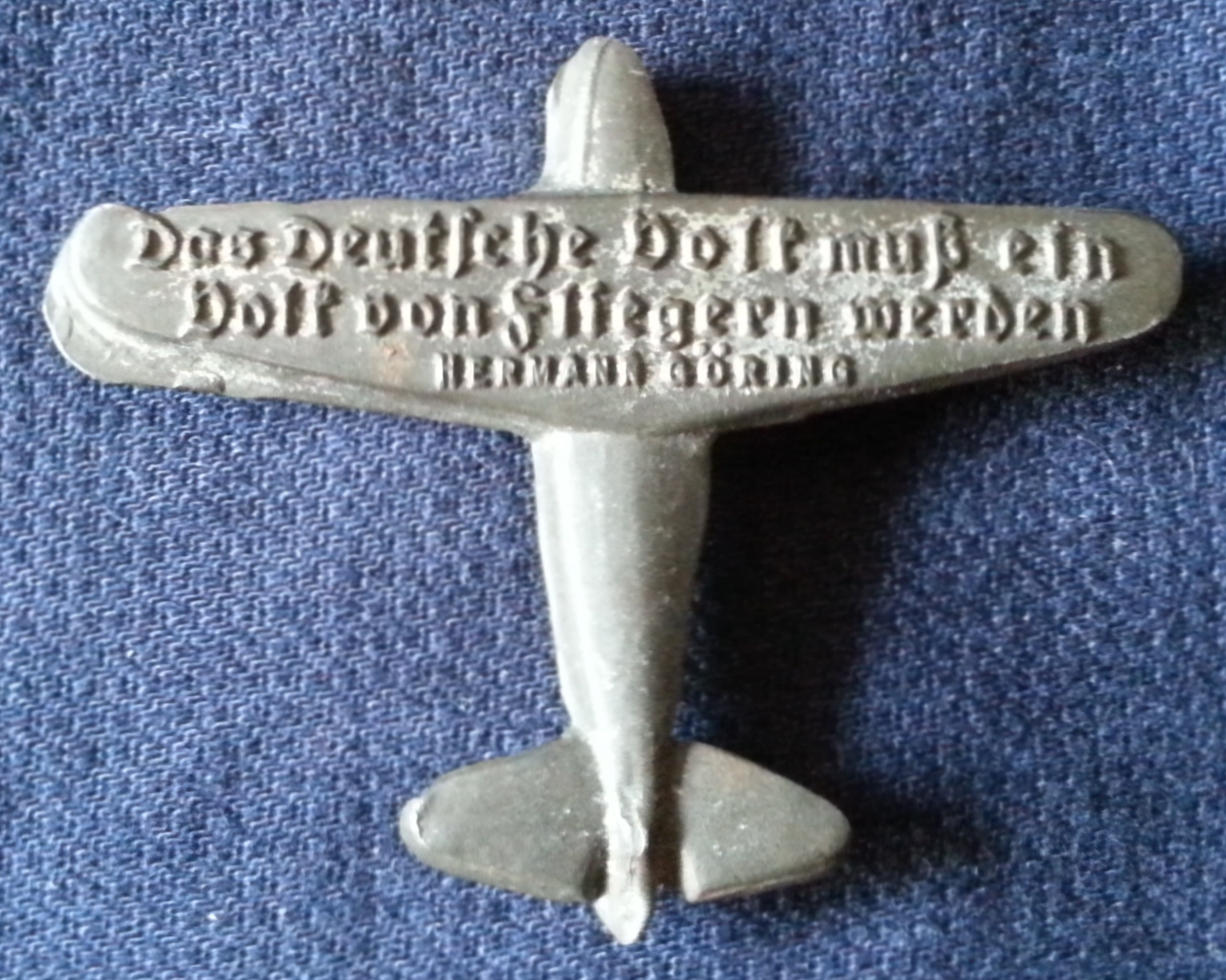
Winterhilfswerk-Abzeichen des Deutschen Luftsportverbands mit der Parole Hermann Görings „Das Deutsche Volk muß ein Volk von Fliegern werden“, 1934

Die geringen Ausbildungsmöglichkeiten in der Sowjetunion fielen ab Herbst 1933 ganz weg, da der neue Reichskanzler Adolf Hitler aus ideologischen Gründen eine weitere Zusammenarbeit mit der kommunistischen Sowjetunion verbot. Dafür wurden als zivil getarnte Ausbildungsstätten und Fliegereinheiten ausgebaut und neue gegründet, wie der Deutsche Luftsportverband (DLV) unter Bruno Loerzer. In diesem bildete die Reichswehr, anfangs noch mit Segelflugzeugen, angehende Flugzeugführer aus. Da diese vorher aus der Reichswehr entlassen worden waren, hielt man sich – formell – an die Einschränkungen des Versailler Vertrages. Die Mitglieder des DLV trugen bereits die Uniform der späteren Luftwaffe und benutzten deren künftige Abzeichen als „Gliederabzeichen“. Man gab den DLV-„Gliedern“ Sondernamen, um vorzutäuschen, dass der Verband eher ein Zivilflugverein als eine mit der Reichswehr verbundene Organisation sei. In den Deutschen Verkehrsfliegerschulen setzten die Flugzeugführer dann ihre Ausbildung bis zum Ende fort. Auch Piloten der Lufthansa wurden in einer Kurzausbildung militärisch geschult. Bis Ende 1934 waren so fünf Kampf-, drei Jagd-, drei Fernaufklärer-, zwei Nahaufklärer- und eine Sturzkampfstaffel vorhanden. Insgesamt gab es Ende 1934 41 militärische Fliegerverbände in Deutschland, die als zivile Organisationen getarnt waren. Am 26. Februar 1935 forderte Hitler von Göring trotz des im Versailler Vertrages festgeschriebenen Verbots den Aufbau einer Luftstreitkraft. Am 1. März 1935 wurde die Luftwaffe offiziell gegründet, Grundsteinlegungen für Flughäfen waren bereits 1934 erfolgt. Am 7. März 1936 ließ Hitler das entmilitarisierte Rheinland besetzen.
Hermann Göring persönlich soll für die Luftwaffe ein Emblem (Hoheitszeichen) gewählt haben, das sich von dem der anderen Teilstreitkräfte unterschied. Der Adler, das Symbol des Deutschen Reiches, blieb erhalten, jedoch in einer anderen Positur. Seit der Machtübernahme der NSDAP hielt der Adler in seinen Fängen das Symbol der Partei, das Hakenkreuz, das gewöhnlich von einem Eichenlaubkranz umgeben war. Göring lehnte für die deutsche Luftwaffe den alten heraldischen Adler ab, der sehr stilisiert, sehr statisch und sehr massiv aussah, und wählte einen „jüngeren“, natürlicheren und leichten Adler mit in Flugposition gespreizten Schwingen, der mehr einer Luftstreitkraft entsprach. Während der Wehrmachtadler mit beiden Fängen das Symbol der Partei festhielt, hielt der Luftwaffenadler das Hakenkreuz nur mit einem Fang, während der andere eine Faust ballte.

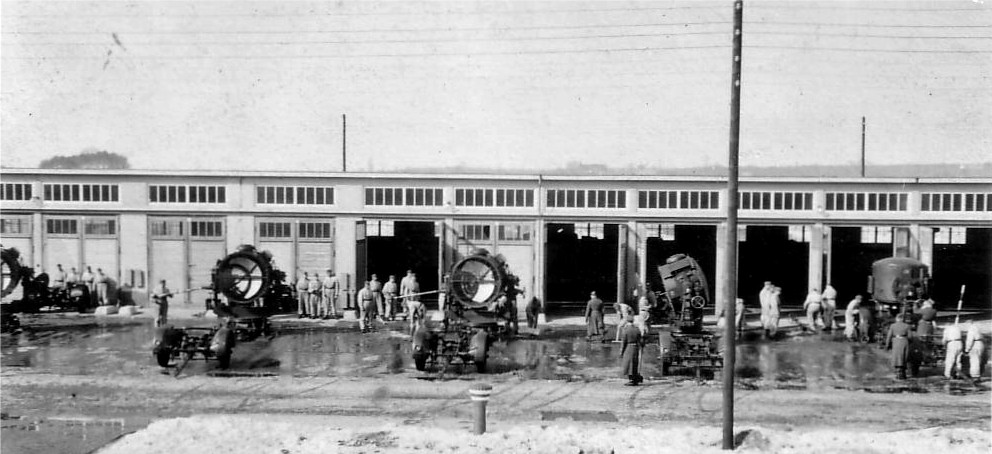
Flak-Regiment der Luftwaffe bei der Ausbildung, 1940

Am 14. März 1935 wurde das erste Geschwader, das Jagdgeschwader „Richthofen“, in Berlin-Staaken aufgestellt. Zu diesem Zeitpunkt waren noch 90 Prozent aller Flieger in der Ausbildung. Durch die Wiedereinführung der Wehrpflicht war der personelle Grundstock gesichert; am 24. August 1936 wurde die Dienstpflicht von einem auf zwei Jahre verlängert. Die Luftwaffe vergrößerte sich ständig; im Sommer 1939 hatte sie schon 373.000 Soldaten. Die materielle Aufrüstung der Luftwaffe verlief dank der vielfältigen Luftrüstungsindustrie in Deutschland zügig. Die bedeutendsten Flugzeugwerke waren Junkers in Dessau, Heinkel in Warnemünde, Dornier in Friedrichshafen und die Bayerischen Flugzeugwerke in Augsburg (ab 1938 Messerschmitt AG).
Bis zum Beginn des Zweiten Weltkrieges wurde die Luftwaffe zu einer der stärksten Luftstreitkräfte der Welt. Die Kampfflugzeugflotte umfasste einschließlich der Stukas 1610 Flugzeuge, dazu kamen 1230 Jagdflugzeuge (inklusive Nachtjagd- und Zerstörerflugzeuge) und 661 Aufklärungsflugzeuge. Rund 2600 schwere Flakgeschütze (8,8 cm) sowie rund 6700 mittlere und leichte Flakgeschütze (3,7 und 2 cm) waren vorhanden, die feindliche Luftangriffe wie beispielsweise am Mitteldeutschen Flakgürtel abwehren sollten. Anfang 1939 konstatierte die 5. Abteilung des Generalstabes der Luftwaffe eine Überlegenheit der deutschen Luftwaffe für das Jahr 1939 gegenüber der britischen und der französischen zusammengenommen auch wenn Teile der Luftwaffe im „Osten“ gebunden waren. Der militärische Wert der Luftwaffen Großbritanniens und Frankreichs liege erheblich unter dem der deutschen und zahlenmäßig seien sie zusammen höchstens gleichstark.
Mit dem Göring-Programm vom 23. Juni 1941 sollte die Luftwaffe zum Kampf gegen die Westmächte innerhalb von zwei bis zweieinhalb Jahren vervierfacht werden.

### Spanischer Bürgerkrieg
Zur Unterstützung des von Francisco Franco geführten Militäraufstands gegen die gewählte Regierung schickte Hitler die Legion Condor unter dem Oberbefehl von Generalmajor Hugo Sperrle nach Spanien. Dort kamen erstmals die neuen Maschinen der Typen Bf 109, He 111, Ju 86 und Ju 87 zum Einsatz. Dieser Einsatz im Spanischen Bürgerkrieg (1936–1939) wurde auch genutzt, um Besatzungen, Flugzeuge, Waffen und Taktiken unter Einsatzbedingungen zu erproben.
Die Unterstützung Deutschlands für Francos Putsch erfolgte unter strenger Geheimhaltung. Die deutschen Teilnehmer wurden als Soldaten entlassen und trugen Zivil, die Flugzeuge trugen als Erkennungszeichen ein schwarzes „X“ (Andreaskreuz) auf weißem Grund auf dem Seitenruder und eine schwarze runde Scheibe mit „X“ auf den Tragflächen. Die Rumpfmarkierung bestand aus einer Ziffer, die das Baumuster kennzeichnete, gefolgt von einer schwarzen Kreisscheibe und einer fortlaufenden Zahl. Gelegentlich wurden in der schwarzen Scheibe persönliche Erkennungszeichen oder Staffelabzeichen geführt. Das Zeichen auf dem Ruder tragen die Flugzeuge der spanischen Ejército del Aire noch heute, am Rumpf gibt es nunmehr eine Kokarde in den Farben Rot, Gelb, Rot. Alle Einheiten der Legion Condor wurden mit 88 nummeriert: Jagdgruppe 88 (J/88) für die Jagdflugzeuge, Kampfgruppe 88 (K/88) für die Kampfflugzeuge, Aufklärungsstaffel 88 (A/88) für die Aufklärungsflugzeuge und die Seefliegerstaffel 88 (AS/88) für die Aufklärung auf See.

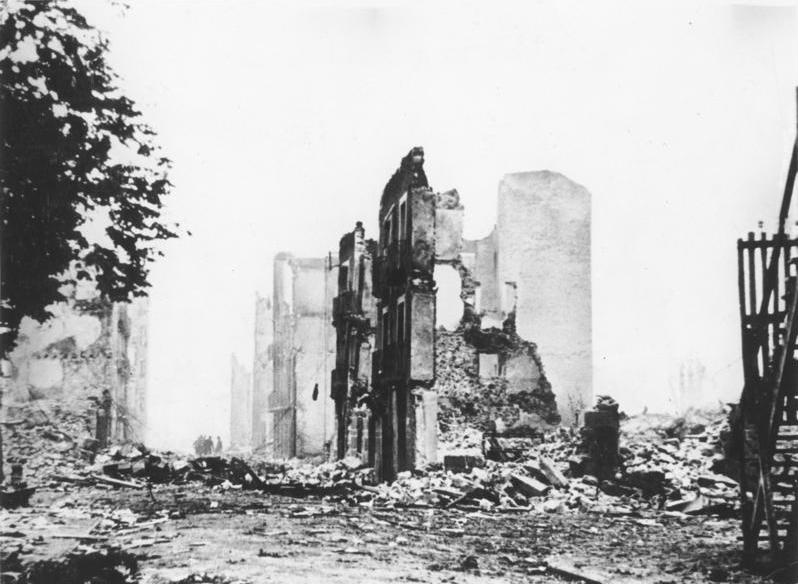
Das von der Legion Condor zerstörte Guernica

Am 26. April 1937 bombardierte eine Gruppe deutscher und italienischer Flugzeugen die baskische Stadt Guernica im Nordosten Spaniens. Die fast vollständige Zerstörung der Stadt erzeugte weltweites Entsetzen und wurde von vielen Nationen verurteilt. Die tatsächlichen Geschehnisse und Opferzahlen sind bis heute umstritten. Pablo Picasso verewigte dieses Verbrechen an der Menschlichkeit in dem Gemälde „Guernica“.
Der italienische Stratege General Giulio Douhet hatte in der Zwischenkriegszeit seine Theorien zu „strategischen Luftbombenangriffen“ formuliert. Die grundsätzliche Idee hinter den Theorien war, dass ein Krieg durch ständige mächtige Luftbombenangriffe gegen die industriellen Zentren des Gegners gewonnen werden könne. Die Moral der Zivilbevölkerung werde folglich soweit sinken, dass die Regierungen der angegriffenen (und leidenden) Nationen gezwungen sein werden, um Frieden zu bitten. Diese Tendenzen und solche Veröffentlichungen erzeugten besonders in Europa eine tiefe Angst vor einem bevorstehenden, sehr grausamen Krieg mit Auswirkungen wie in Guernica und riefen bald Proteste hervor. So stellte sich der Brite George Kennedy Allen Bell, Bischof von Chichester, 1939 öffentlich gegen solche Maßnahmen. Die Zerstörung Guernicas gilt in der ganzen Welt noch heute als eine Vorbedeutung – und nicht nur des kommenden Krieges, der nur einige Monate nach dem Ende des Spanischen Bürgerkrieges in Europa ausbrach.

### Überfall auf Polen
Ungefähr eine Stunde bevor deutsche Truppen am 1. September 1939 um 4:45 Uhr die polnische Grenze überschritten, fielen die ersten Bomben des Zweiten Weltkrieges. Zwei Sturzkampfgeschwader der Luftwaffe griffen in drei Angriffswellen aufgeteilt die polnische Kleinstadt Wieluń an. Bei diesem Luftangriff auf Wieluń kamen 1200 Zivilisten ums Leben und etwa 70 Prozent der Stadt wurden zerstört. Die angreifenden Flugzeugführer berichteten später, „keine besondere Feindbeobachtung“ gehabt zu haben.

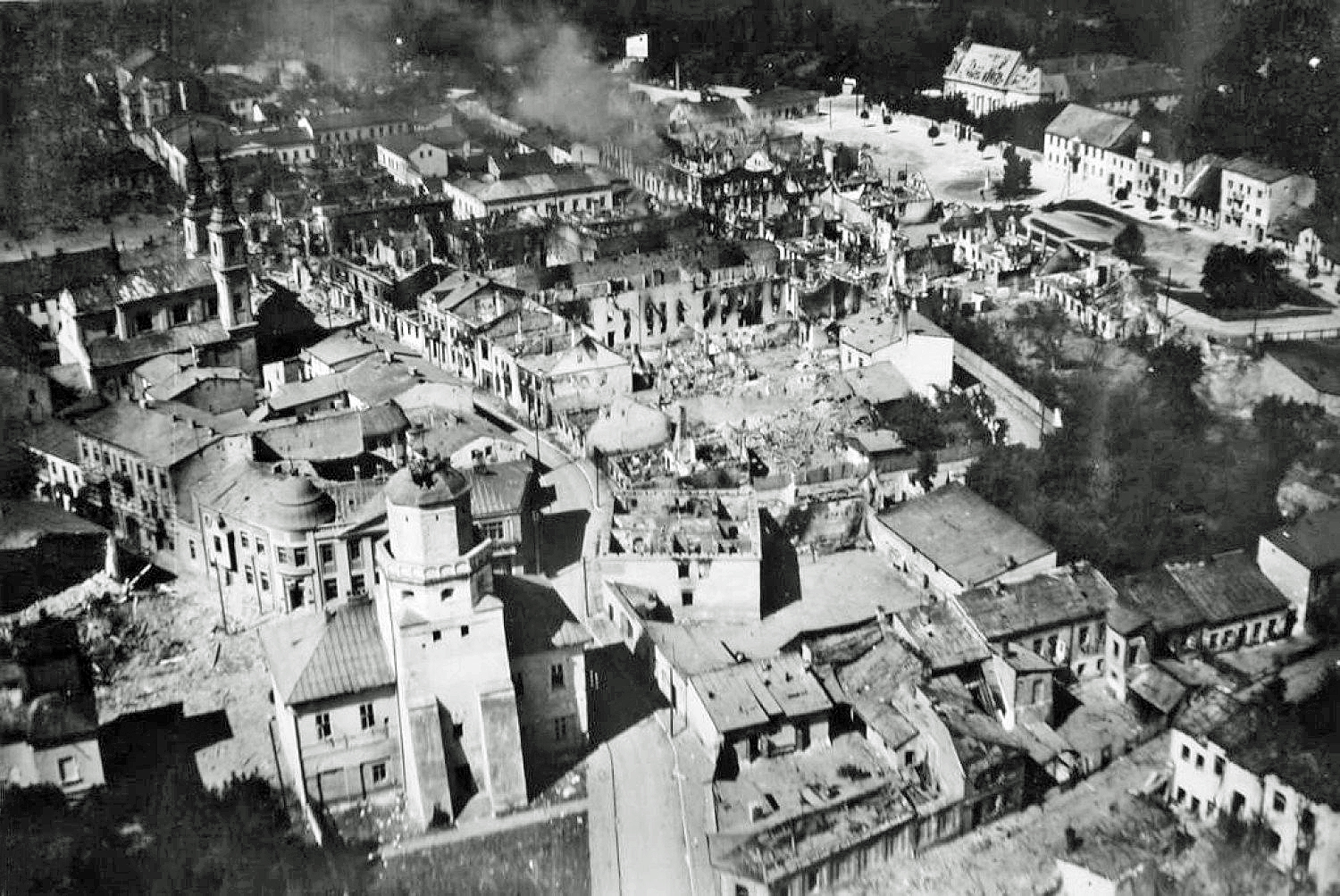
Das zerstörte Wieluń

Die Luftwaffe setzte beim Polenfeldzug die Luftflotte 1 (Oberbefehlshaber General der Flieger Albert Kesselring) im Bereich der Heeresgruppe Nord und die Luftflotte 4 (Oberbefehlshaber General der Flieger Alexander Löhr) im Bereich der Heeresgruppe Süd ein. In diesen beiden Luftflotten standen 1302 Flugzeuge bereit. Weiterhin waren weitere 133 eingesetzte Flugzeuge direkt dem Oberbefehlshaber der Luftwaffe, 288 als Aufklärer den Heeresverbänden und 216 Jagdflugzeuge der Heimatluftverteidigung Ost unterstellt. Von diesen 1939 Flugzeugen waren zu Beginn 1538 Maschinen im Osten des Deutschen Reichs einsatzbereit. Die polnische Luftwaffe hatte dagegen nur 277 Jagdflugzeuge, 203 Mehrzweckflugzeuge, 66 Bomber und 199 Nahaufklärer aufzubieten.
Die deutsche Luftwaffe unterstützte hauptsächlich das Heer unmittelbar. Dazu griffen insbesondere die Kampfflieger- und Sturzkampffliegerverbände den Gegner auf dem Schlachtfeld oder in der Artilleriestellung an. Auch wurden systematisch Rückzugsmöglichkeiten (Brücken, Bahnlinien, Straßen und andere) des Gegners zerstört und zurückflutende Kolonnen angegriffen.
Am 8. September erreichten die ersten deutschen Truppen den Stadtrand von Warschau, konnten aber aufgrund der starken Verteidigung der Stadt diese nicht einnehmen. Daraufhin kam es zur Schlacht um Warschau. Am 9. September flogen fünf Stuka-Gruppen einen ersten Luftangriff auf eine Artilleriestellung im Stadtteil Praga. Am 12. September griffen 183 deutsche Flugzeuge den Nordwestteil von Warschau an. Am Morgen des 25. September warfen 370 Flugzeuge in zwei bis drei Einsätzen 560 Tonnen Spreng- und 72 Tonnen Brandbomben auf Warschau, darunter auch 1000-kg-Bomben. Sie verursachten schwere Verluste unter der Zivilbevölkerung und im Stadtbild. Daraufhin bot der polnische Befehlshaber in Warschau General Juliusz Rómmel am 26. September Kapitulationsverhandlungen an. Warschau kapitulierte am 27. September bedingungslos. Am 6. Oktober ergaben sich die letzten polnischen Truppen bei Kock.
Die deutsche Luftwaffe verlor 285 Flugzeuge als Totalverlust. 734 Soldaten der Luftwaffe starben, wurden verwundet oder blieben vermisst.
| Luftflotte 1 | direkt unterstellt            | 1. und 3./Fernaufklärungsgruppe 121; Wettererkundungsstaffel 1 |
| Luftflotte 1 | Luftwaffenkommando Ostpreußen | 1./Fernaufklärungsgruppe 120; Stab, II. und III./Kampfgeschwader 3; Stab und I./Sturzkampfgeschwader 1 |
| Luftflotte 1 | 1. Fliegerdivision            | I./Kampfgeschwader 1, I./Kampfgeschwader 152; II./Kampfgeschwader 26, I./Kampfgeschwader 53; II. und III./Sturzkampfgeschwader 2, IV./Lehrgeschwader 1; 4./Trägergruppe 186; I. und II./Zerstörergeschwader 1, I./Lehrgeschwader 2; 2./Fernaufklärungsgruppe 121; I., II. und III./Kampfgeschwader 27 |
| Luftflotte 1 | Luftwaffen-Lehrdivision       | 4./Fernaufklärungsgruppe 121; II. und III./Lehrgeschwader 1; I. und II. Kampfgeschwader 2; I./Lehrgeschwader 1 |
| Luftflotte 4 | direkt unterstellt            | 3./Fernaufklärungsgruppe 123; Wettererkundungsstaffel 76 |
| Luftflotte 4 | 2. Fliegerdivision            | I., II. und III./Kampfgeschwader 4; I. und III./Kampfgeschwader 76; I., II. und III./Kampfgeschwader 77; I./Sturzkampfgeschwader 2; I./Zerstörergeschwader 76; 3./Fernaufklärungsgruppe 122 |
| Luftflotte 4 | Fliegerführer z. b. V.        | I. und II./Sturzkampfgeschwader 77; I./Sturzkampfgeschwader 76; I./Zerstörergeschwader 2; II./Lehrgeschwader 2; 1./Fernaufklärungsgruppe 124 |

### Westfeldzug
Am 10. Mai 1940 um 05:35 Uhr begann mit dem ersten Einsatz deutscher Fallschirmjäger und Luftlandetruppen der Westfeldzug. In den Niederlanden nahmen sie die wichtigen Brücken über das Hollandsch Diep bei Moerdijk, über die Noord bei Dordrecht und die Neue Maas bei Rotterdam unversehrt in Besitz. Lediglich die Brücke in Arnheim über den Nederrijn konnte rechtzeitig gesprengt werden. In Belgien gelang es Luftlandetruppen, das Fort Eben-Emael zu erobern, indem sie mit Lastenseglern auf dessen Dach landeten.
Die Luftwaffe setzte die Luftflotte 2 (Befehlshaber General der Flieger Albert Kesselring) zur Unterstützung der Heeresgruppe B ein. Zu diesem Zweck waren ihr das IV. und VIII. Fliegerkorps, das Fliegerkorps z. b. V., das II. Flak-Korps, die 7. Flieger-Division (Fallschirmjäger) und 22. Luftlande-Division, sowie das Kommando des Jagdfliegerführers 2 unterstellt.
In der Luftflotte 3 (Befehlshaber General der Flieger Hugo Sperrle), welche die Aufgabe hatte, die Heeresgruppe A zu unterstützen, waren das I., II. und V. Fliegerkorps, das I. Flak-Korps und das Kommando des Jagdfliegerführers 3 zusammengefasst. In diesen beiden Luftflotten standen etwa 900 Jagdflugzeuge, 220 Zerstörerflugzeuge, 1100 Kampfflugzeuge, 320 Sturzkampfflugzeuge sowie 45 Schlachtflugzeuge zur Verfügung.
Der Luftwaffe standen im Mai 1940 vier unterschiedlich ausgestattete Luftstreitkräfte mit unterschiedlichen Einsatzgrundsätze gegenüber:
- Die niederländische Koninklijke Luchtmacht hatte rund 140 Flugzeuge.
- Die belgische Aviation Militaire Belge hatte 154 leichte Aufklärungsbomber, 69 Jagdflugzeuge, 16 einmotorige Bomber und etwa 100 Beobachtungs- und Trainingsflugzeuge diverser Typen.
- Die britische Royal Air Force (RAF) war in Jagdwaffe (Fighter Command), Bomber (Bomber Command) und Marineflieger (Coastal Command) gegliedert. Zu Beginn des Westfeldzuges waren auf dem Kontinent 456 Maschinen (262 Jäger, 135 Bomber und 60 Aufklärer) eingesetzt.Rotterdam nach Bombenangriff und Enttrümmerung (aufgenommen im Jahre 1942). Laurenskerk

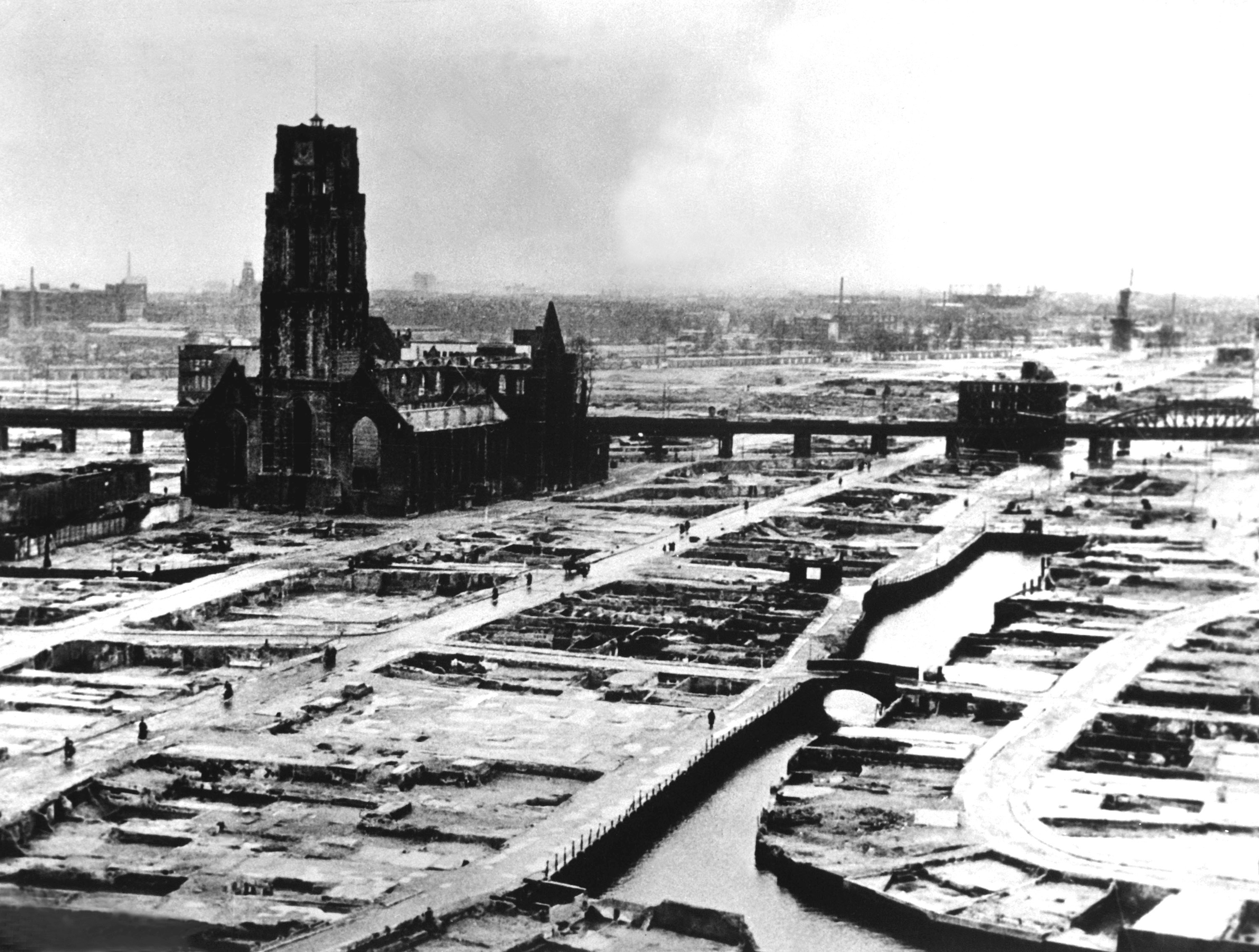
Rotterdam nach Bombenangriff und Enttrümmerung (aufgenommen im Jahre 1942). Laurenskerk

- Die französische Armée de l’air hatte beim Beginn des Westfeldzuges über 2400 Jagdflugzeuge, 1160 Bomber und 1464 Aufklärer, insgesamt 5026 Maschinen.

Die deutsche Luftwaffe, die schnell die Luftherrschaft errungen hatte, wurde erneut hauptsächlich als Heeresunterstützungswaffe eingesetzt, indem sie Verkehrswege des Gegners zerstörte oder Panzerspitzen aus der Luft unterstützte, wenn sie auf feindlichen Widerstand stießen.
Am 10. Mai 1940 griffen drei Heinkel-He-111-Bomber irrtümlich Freiburg im Breisgau (statt Dijon) an, wobei 57 Menschen starben.
Als sich am 14. Mai 1940 der Stadtkommandant der niederländischen Hafenstadt Rotterdam, Oberst Pieter Scharroo, weigerte, Rotterdam zu übergeben, wurde ein Luftangriff auf die Stadt angedroht. Als Kampfflugzeuge des Kampfgeschwaders 54 schon im Anflug waren, lenkte Scharroo ein. Deutscherseits gelang es nur noch, die zweite Angriffswelle zu stoppen; 57 Kampfflugzeuge warfen 97 Tonnen Sprengbomben hauptsächlich auf die Altstadt ab. Dabei wurden 814 Menschen getötet (Bombardierung von Rotterdam 1940).
In der Schlacht von Dünkirchen versuchten Teile der Luftwaffe ab dem 25. Mai 1940, die Evakuierung eingeschlossener belgischer, französischer und britischer Truppen
nach England zu verhindern. Dabei verlor sie 132 Flugzeuge.
Trotz schwerer Luftangriffe gelang es den Westalliierten, 338.226 alliierte Soldaten zu evakuieren.
Am 25. Juni um 1:35 Uhr trat der deutsch-französische Waffenstillstand in Kraft. Die Luftwaffe verlor im Westfeldzug (Mai/Juni 1940) über 6000 Mann, davon 3290 Tote und Vermisste.
Die Luftwaffe hatte 1236 Maschinen als Totalverluste. Frieser nannte im Jahr 1996 1559 verlorene Flugzeuge.

| Luftflotte 2 | direkt unterstellt                 | 2., 3. und 4./Fernaufklärungsgruppe 122; Wettererkundungsstaffel 26 |
| Luftflotte 2 | Fliegerkorps z. b. V. 2            | I., II., und III./Kampfgeschwader 4; I., II. und III./Kampfgeschwader 54; Aufklärungsstaffel Z.b.V. |
| Luftflotte 2 | IV. Fliegerkorps                   | I., II. und III./Lehrgeschwader 1; I., II. und III./Kampfgeschwader 30; I., II. und III./Kampfgeschwader 27; 1./Fernaufklärungsgruppe 121 |
| Luftflotte 2 | VIII. Fliegerkorps                 | I., II. und III./Kampfgeschwader 77; I. und III./Sturzkampfgeschwader 2; I./Sturzkampfgeschwader 76; I. und III./Sturzkampfgeschwader 77; IV.(St)/Lehrgeschwader 1; II.(S)/Lehrgeschwader 2; I./Jagdgeschwader 27; I./Jagdgeschwader 1, I./Jagdgeschwader 21; 2./Fernaufklärungsgruppe 123 |
| Luftflotte 2 | Jagdfliegerführer 2                | I. und III./Zerstörergeschwader 26; I. und II./Zerstörergeschwader 1; I., II. und III./Jagdgeschwader 26; III./Jagdgeschwader 3; I./Jagdgeschwader 20; I./Jagdgeschwader 51; II./Jagdgeschwader 27                                                                                         |
| Luftflotte 2 | Jagdfliegerführer „Deutsche Bucht“ | II.(J)/Trägergruppe 186; I.(J)/Lehrgeschwader 2; II. und IV./Jagdgeschwader 2 |
| Luftflotte 3 | direkt unterstellt                 | 1. und 3./Fernaufklärungsgruppe 123; Wettererkundungsstaffel 51 |
| Luftflotte 3 | I. Fliegerkorps                    | I., II. und III./Kampfgeschwader 1; III./Kampfgeschwader 28; I., II. und III./Kampfgeschwader 76; III./Sturzkampfgeschwader 51; II./Zerstörergeschwader 76; II./Zerstörergeschwader 26; I./Jagdgeschwader 77; I./Jagdgeschwader 3; 5./Fernaufklärungsgruppe 122                            |
| Luftflotte 3 | II. Fliegerkorps                   | I., II., und III./Kampfgeschwader 2; I., II. und III./Kampfgeschwader 3; I., II., und III./Kampfgeschwader 53; II./StG 2; I.(St)/Trägergruppe 186; 3./Fernaufklärungsgruppe 121 |
| Luftflotte 3 | V. Fliegerkorps                    | I., II. und III./Kampfgeschwader 51; I., II. und III./Kampfgeschwader 55; I./ZG 52; V.(Z)/Lehrgeschwader 1; I. und II./Jagdgeschwader 52; I./Jagdgeschwader 54; II./Jagdgeschwader 51; 4./Fernaufklärungsgruppe 121                                                                        |
| Luftflotte 3 | Jagdfliegerführer 3                | I., II. und III./Jagdgeschwader 2; I., II. und III./Jagdgeschwader 53; I./Zerstörergeschwader 2; I./Jagdgeschwader 76; III./Jagdgeschwader 52 |

### Luftschlacht um England

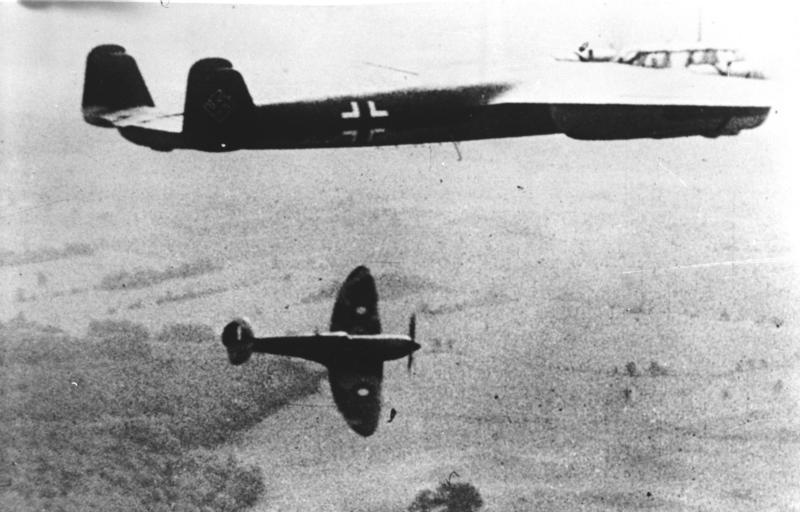
Do 17 und Spitfire im Luftkampf über England, 1940

Die Luftschlacht um England entwickelte sich aus dem deutschen Ziel, die Luftherrschaft über England zu erringen, um danach eine Invasion auf der Insel (Unternehmen Seelöwe) durchführen zu können. Als dies utopisch wurde, versuchte die Luftwaffe, durch Luftangriffe auf britische Industriezentren die Rüstungsindustrie zu zerstören. Als eigentlicher Beginn der Operationen wird deutscherseits der 13. August 1940, der sogenannte „Adlertag“, angesehen. Auf deutscher Seite traten erste strukturelle Probleme auf.
Die deutschen Jagdflugzeuge des Typs Messerschmitt Bf 109 E wiesen eine zu geringe Reichweite auf, um die Kampffliegerverbände ausreichend schützen zu können. Der eigens für den Langstreckeneinsatz entwickelte Jäger Messerschmitt Bf 110 wiederum erwies sich den wendigen britischen Jagdflugzeugen als unterlegen. So konnte die Luftwaffe über England nie dieselben Bedingungen der Luftherrschaft erreichen wie zuvor über Polen oder Frankreich. Ohne ausreichenden Jagdschutz gingen daher viele Kampfflugzeuge verloren, etwas, das sich später bei den ersten Einflügen der USAAF 1943 ins Reichsgebiet auf der alliierten Seite wiederholen sollte. Insbesondere die Stuka-Verbände erlitten sehr hohe Verluste und mussten aus der Luftschlacht zurückgezogen werden.
Hier zeigte sich sehr deutlich, dass ohne schwere Langstreckenbomber die gegnerische Rüstungsindustrie nicht nachhaltig gestört werden konnte. Da viele deutsche Flugzeugbesatzungen über England oder dem Kanal abspringen oder notlanden mussten, gingen der Luftwaffe wertvolle, noch im Frieden gründlich ausgebildete Flugzeugführer verloren. Während der Luftschlacht um England zeigten sich auch zum ersten Mal die Unzulänglichkeiten der Rüstung bei der Jagdflugzeugproduktion und im Umfang der Pilotenausbildung: Zu Beginn des Krieges gab es nur eine einzige Schule für Jagdflieger.
Die Luftwaffe hatte bis zum Mai 1941, als aufgrund des bevorstehenden Angriffs auf die Sowjetunion die Luftangriffe praktisch eingestellt wurden, 2000 Luftwaffenangehörige als Gefallene und 2600 Luftwaffenangehörige als Vermisste oder in Gefangenschaft verloren. Dazu kamen 2200 Flugzeuge als Totalverlust.

| Luftflotte 2 | I. Fliegerkorps      | I., II., und III./Kampfgeschwader 1; I., II. und III./Kampfgeschwader 76; I., II. und III./Kampfgeschwader 77; Lehrstaffel; 5./Fernaufklärungsgruppe 122; 3.(H)/32, 4./Nahaufklärungsgruppe 32 |
| Luftflotte 2 | II. Fliegerkorps     | I., II., und III./Kampfgeschwader 2; I., II., und III./Kampfgeschwader 3; I., II., und III./Kampfgeschwader 53; II./Sturzkampfgeschwader 1, IV.(St)/Lehrgeschwader 1; Erprobungsgruppe 210; Aufklärungsgruppe 30 |
| Luftflotte 2 | 9. Fliegerdivision   | I., II., und III./Kampfgeschwader 4; I./Kampfgeschwader 40; Kampfgruppe 100, Kampfgruppe 126; 3./Fernaufklärungsgruppe 122 |
| Luftflotte 2 | Jagdfliegerführer 2  | I., II., und III./Jagdgeschwader 3; I., II., und III./Jagdgeschwader 26; I., II., und III./Jagdgeschwader 51; I., II., und III./Jagdgeschwader 52; I., II., und III./Jagdgeschwader 54; I., II., und III./Zerstörergeschwader 26                                                                                      |
| Luftflotte 2 | 1. Nachtjagddivision | I., II., und III./Nachtjagdgeschwader 1 |
| Luftflotte 3 | direkt unterstellt   | Wettererkundungsstaffel 51 |
| Luftflotte 3 | VIII. Fliegerkorps   | I. und III./Sturzkampfgeschwader 1; I. und II./Sturzkampfgeschwader 2; I., II., und III./Sturzkampfgeschwader 77; II.(S)/Lehrgeschwader 2; V.(Z)/Lehrgeschwader 1; 2./Fernaufklärungsgruppe 11, 2./Fernaufklärungsgruppe 123; Aufklärungsgruppe 21                                                                    |
| Luftflotte 3 | V. Fliegerkorps      | I., II., und III./Kampfgeschwader 51; I. und II./Kampfgeschwader 54; I., II., und III./Kampfgeschwader 55; 4./Fernaufklärungsgruppe 14, 4./Fernaufklärungsgruppe 121 |
| Luftflotte 3 | IV. Fliegerkorps     | I., II., und III./Lehrgeschwader 1; I., II., und III./Kampfgeschwader 27; Kampfgruppe 806; Aufklärungsgruppe 31; Aufklärungsgruppe 41 |
| Luftflotte 3 | Jagdfliegerführer 3  | I., II., und III./Jagdgeschwader 2; I., II., und III./Jagdgeschwader 27; I., II., und III./Jagdgeschwader 53; I. und II./Zerstörergeschwader 2 |
| Luftflotte 5 | X. Fliegerkorps      | I. und III./Kampfgeschwader 26; I. und III./Kampfgeschwader 30; I./Zerstörergeschwader 76; I. und II./Jagdgeschwader 77; Küsten-Flieger-Gruppe 506; 3./Fernaufklärungsgruppe Ob.d.L.; 1./Fernaufklärungsgruppe 120; 1./Fernaufklärungsgruppe 121; Aufklärungsgruppe 22; Wettererkundungsstaffel-Kette X. Fliegerkorps |

### Balkanfeldzug

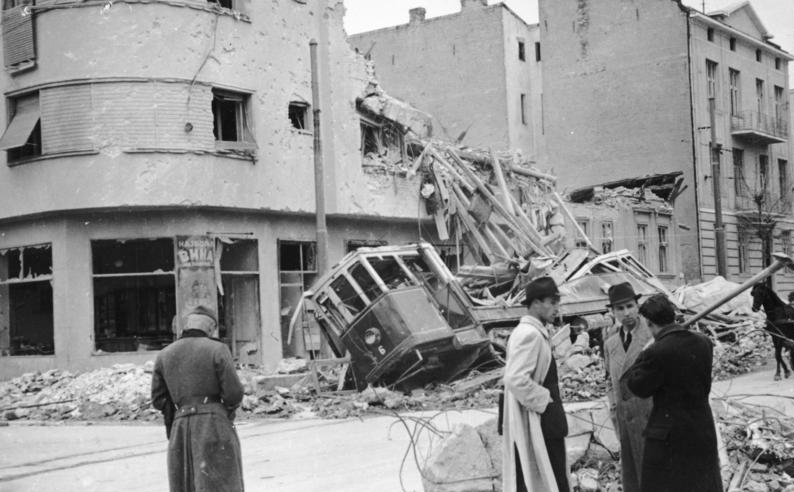
Zerstörungen in Belgrad, 1941

Mit den deutschen Luftangriffen auf Belgrad begann am 6. April 1941 der Balkanfeldzug. Dabei warfen 484 Kampfflugzeuge 440 Tonnen Brand- und Splitterbomben auf die Stadt. Ziel des Angriffs auf die jugoslawische Hauptstadt war die Zerstörung des administrativen und logistischen Zentrums Jugoslawiens. Dabei starben tausende Zivilisten, und weite Teile der historischen Innenstadt wurden zerstört.
Auf Seiten der Luftwaffe nahm die Luftflotte 4 (Oberbefehlshaber General der Flieger Alexander Löhr) mit 1153 Flugzeugen an diesem Feldzug teil.
Der Schwerpunkt der Luftangriffe in Griechenland lag auf der Unterstützung des Heeres beim Durchbruch durch die Metaxas-Linie und der Bombardierung von Häfen, insbesondere des von Piräus, um das Übersetzen britischer Truppen nach Kreta zu verhindern.
Die jugoslawischen Streitkräfte kapitulierten am 17. April, während auf dem griechischen Festland bis zum 23. April gekämpft wurde.

| Luftflotte 4 | direkt unterstellt                  | 4./Fernaufklärungsgruppe 121; I. und III./Kampfgeschwader 2; III./Kampfgeschwader 3; I., II., und III./Kampfgeschwader 51; II./Kampfgeschwader 4                                                                                             |
| Luftflotte 4 | Fliegerführer Graz                  | II./Sturzkampfgeschwader 77; II./Jagdgeschwader 54; I./Jagdgeschwader 27 |
| Luftflotte 4 | Fliegerführer Arad                  | I. und III./Sturzkampfgeschwader 77; I./Zerstörergeschwader 26; III. und 4./Jagdgeschwader 54; II. und III./Jagdgeschwader 77 |
| Luftflotte 4 | VIII. Fliegerkorps                  | I. und III./Sturzkampfgeschwader 2; III./Sturzkampfgeschwader 2; I./Sturzkampfgeschwader 1; II. und 10.(S)/Lehrgeschwader 2; II./Zerstörergeschwader 26; II. und III./Jagdgeschwader 27; I.(J)/Lehrgeschwader 2; 2./Fernaufklärungsgruppe 11 |
| Luftflotte 4 | Deutsche Luftwaffenmission Rumänien | III./Jagdgeschwader 52 |

### Luftlandeschlacht um Kreta
Unter Führung der Luftflotte 4 begann am 20. Mai 1941 die Eroberung der griechischen Mittelmeerinsel Kreta aus der Luft. Die im XI. Fliegerkorps (Befehlshaber Generalleutnant Kurt Student) vereinigten circa 10.000 Fallschirmjäger landeten nach einem Bombardement der deutschen Luftwaffe in mehreren Angriffswellen auf der Insel. Nach hohen Verlusten gelang es den Fallschirmjägern und den im Lufttransport sowie auf Schiffen nachgeführten Gebirgsjägern bis zum 1. Juni 1941, Kreta vollständig zu erobern. Die deutschen Verluste betrugen 3714 Gefallene und 2494 Verwundete sowie 271 Transportflugzeuge als Totalverlust. Ein erheblicher Teil der anderen Transportmaschinen waren schwer beschädigt.
Durch das VIII. Fliegerkorps, insbesondere Sturzkampfgeschwader 2 und Lehrgeschwader 1, erlitt die Royal Navy in den Luft-/Seegefechten vor Kreta hauptsächlich während der Evakuierung hohe Verluste. So wurden drei Kreuzer (Gloucester, Fiji und Calcutta) und fünf Zerstörer (Kelly,  Greyhound, Kashmir, Hereward, Imperial) versenkt sowie sechs Kreuzer, fünf Zerstörer, drei Schlachtschiffe und der einzige Flugzeugträger im Mittelmeer zum Teil stark beschädigt.
| Luftflotte 4 | direkt unterstellt    | 4./Fernaufklärungsgruppe 121; Wettererkundungsstaffel 76; Seenotstaffel 7; 6. Gebirgs-Division; 5. Panzer-Division |
| Luftflotte 4 | VIII. Fliegerkorps    | I. und III./Kampfgeschwader 2; III./Kampfgeschwader 3; I., II. und III./Lehrgeschwader 1; II./Kampfgeschwader 26; I., II. und III./Sturzkampfgeschwader 1; I. und III./Sturzkampfgeschwader 2; I., II. und III./Sturzkampfgeschwader 77; I. und II./Zerstörergeschwader 26; II./Zerstörergeschwader 76; II. und III./Jagdgeschwader 77; I. und II./Lehrgeschwader 2; II./Kampfgeschwader 4; 10./Lehrgeschwader 2; 2./Fernaufklärungsgruppe 11; 7./Lehrgeschwader 2; |
| Luftflotte 4 | XI. Fliegerkorps      | 7. Flieger-Division; Luftlande-Sturmregiment; 5. Gebirgs-Division; 22. Infanterie-Division; I. und II./Kampfgeschwader z. b. V. 1; I. und II./Kampfgeschwader z. b. V. 172; Kampfgruppe z.b.V 60; Kampfgruppe z. b. V. 101; Kampfgruppe z. b. V. 102; Kampfgruppe z. b. V. 40; Kampfgruppe z. b. V. 105; Kampfgruppe z. b. V. 106; I./Luftlandegeschwader 1; |
| Luftflotte 4 | Luftgau-Kommando VIII | |
| Luftflotte 4 | Luftgau-Kommando XVII | |

### Angriff auf die Sowjetunion
Am 22. Juni 1941 begann auch für die Luftwaffe, deren Geschwader noch bis Mai in der Luftschlacht um England oder auf dem Balkan gekämpft hatten, der Angriff auf die Sowjetunion. Die Luftwaffe gliederte sich in drei Luftflotten, die mit den drei Heeresgruppen zusammenarbeiteten.
Die Luftflotte 1 (Oberbefehlshaber Generaloberst Alfred Keller) sollte mit der Heeresgruppe Nord zusammenarbeiten und in Richtung Leningrad vorgehen. Dazu hatte sie 592 Flugzeuge (unter anderem 203 Jagdflugzeuge, 271 Kampfflugzeuge) in ihren Verbänden. Mit dem ihr unterstellten Fliegerführer Ostsee nahm sie auch die Luftraumüberwachung und Bekämpfung des Gegners auf der östlichen Ostsee wahr.
Die Luftflotte 2 (Oberbefehlshaber Generalfeldmarschall Albert Kesselring), die mit der Heeresgruppe Mitte zusammenarbeitete, war die zahlenmäßig stärkste der drei Luftflotten. Ihr unterstanden 1367 Flugzeuge (unter anderem 384 Jagdflugzeug, 299 Kampfflugzeuge, 425 Sturzkampfflugzeuge), die das Heer beim Vormarsch in Richtung Moskau unterstützen sollten. Das ihr unterstellte I. Flak-Korps wurde überwiegend zur Panzerbekämpfung eingesetzt, da die schweren Flakgeschütze gegen die schweren sowjetischen Panzer teilweise die einzigen erfolgversprechenden Einsatzmittel waren.
Die Luftflotte 4 (Oberbefehlshaber Generaloberst Alexander Löhr) sollte zusammen mit der Heeresgruppe Süd in die Ukraine und in Richtung Schwarzen Meeres marschieren. Dazu waren ihr 887 Flugzeuge (unter anderem 366 Jagdflugzeuge, 360 Kampfflugzeuge) unterstellt. Auch ihr II. Flak-Korps wurde hauptsächlich zur Panzerbekämpfung eingesetzt.
Insgesamt standen bei Angriffsbeginn zusammen mit Fliegerverbänden, die direkt Heeresverbänden unterstellt waren, 3664 Flugzeuge bereit.
Wie schon in den vorausgegangenen Feldzügen begann die Luftwaffe mit der Bombardierung von Flugplätzen, um die Masse der sowjetischen Luftwaffe bereits am Boden zu zerstören. Dabei zerstörte die erste Angriffswelle, deren Ziel 31 Flugplätze im grenznahen Raum waren, 890 sowjetische Flugzeuge (davon 222 in Luftkämpfen). Die Angriffe auf feindliche Flugplätze wurden in den nächsten Tagen auf insgesamt 123 Flugplätze ausgeweitet. Bis Ende Juni wurden 4616 feindliche Flugzeuge (davon 1438 in Luftkämpfen) zerstört, bis zum 12. Juli gar 6857. Die Luftwaffe hatte bis zu diesem Zeitpunkt 550 Flugzeuge als Totalverlust verloren und 336 beschädigte Flugzeuge zu reparieren. Gemessen an der Einsatzstärke zu Beginn war dies ebenfalls ein schwerer Verlust in den ersten drei Wochen des Krieges.
Danach begann die Luftwaffe, zu der bekannten Taktik der mittelbaren (Angriffe auf Transportbewegungen) und unmittelbaren Heeresunterstützung (Truppenansammlungen, Artilleriestellungen u. a.) überzugehen. Ausnahmen hiervon waren die Luftangriffe auf Moskau ab 21. Juli 1941. In der Nacht vom 21. auf den 22. Juli griffen 195 Kampfflugzeuge an und warfen 104 Tonnen Spreng- und 46.000 Brandbomben ab. Bis zum 5. April 1942 wurden weitere 75 Angriffe auf Moskau geflogen, wobei aber nur an den ersten Dreien mehr als 100 Kampfflugzeuge teilnahmen. Insgesamt starben in Moskau 1088 Menschen durch deutsche Luftangriffe.
Bis zum 27. Dezember 1941 hatte die Luftwaffe 2505 Flugzeuge als Totalverluste verloren. Dazu kamen noch 1895 beschädigte Flugzeuge, die nur teilweise wieder an die Front zurückkehrten. 3010 Mann fliegendes Personal gingen verloren.

| Luftflotte 1 | direkt unterstellt   | 2./Fernaufklärungsgruppe Ob.d.L; Wettererkundungsstaffel 1; Kampfgruppe z. b. V. 106 |
| Luftflotte 1 | I. Fliegerkorps      | 5./Fernaufklärungsgruppe 122; II. und III./Kampfgeschwader 1; I., II. und III./Kampfgeschwader 76; I., II. und III./Kampfgeschwader 77; I., II. und III./Jagdgeschwader 54, II./Jagdgeschwader 53 |
| Luftflotte 1 | Fliegerführer Ostsee | Aufklärungsfliegergruppe 125; Küstenfliegergruppe 806; 9. Seenotstaffel |
| Luftflotte 2 | direkt unterstellt   | 2./Fernaufklärungsgruppe 122; Wettererkundungsstaffel 26; I. und III./Jagdgeschwader 53, Ergänzungsgruppe 51 |
| Luftflotte 2 | II. Fliegerkorps     | 1./Fernaufklärungsgruppe 122, Kampfgruppe z. b. V. 102; I. und II./SKG 210; I., II. und III./Kampfgeschwader 3; I., II. und III./Kampfgeschwader 53; I., II. und III./Sturzkampfgeschwader 77; I., II., III. und IV./Jagdgeschwader 51                                                                                      |
| Luftflotte 2 | VIII. Fliegerkorps   | 2./Fernaufklärungsgruppe 11, Kampfgruppe z. b. V. 1; I., II. und III./Kampfgeschwader 2; II. und III./Sturzkampfgeschwader 1; I. und III./Sturzkampfgeschwader 2, II./Lehrgeschwader 2, 10./Lehrgeschwader 2; I. und II./Zerstörergeschwader 26, Ergänzungsgruppe 26; II. und III./Jagdgeschwader 27, II./Jagdgeschwader 52 |
| Luftflotte 2 | I. Flakkorps         | Flakregiment 101; Flakregiment 104 |
| Luftflotte 4 | direkt unterstellt   | 4./Fernaufklärungsgruppe 122; Wettererkundungsstaffel 76; Kampfgruppe z. b. V. 50, 104 |
| Luftflotte 4 | IV. Fliegerkorps     | 3./Fernaufklärungsgruppe 121; I., II. und III./Kampfgeschwader 27, II./Kampfgeschwader 4; II. und III./Jagdgeschwader 77, I./Lehrgeschwader 2 |
| Luftflotte 4 | V. Fliegerkorps      | 4./Fernaufklärungsgruppe 121; I., II. und III./Kampfgeschwader 55; I. und II./Kampfgeschwader 54; I., II. und III. Kampfgeschwader 51; I., II. und III./Jagdgeschwader 3 |
| Luftflotte 4 | II. Flakkorps        | Flakregiment 6; Regiment General Göring |

Nachdem im Winter 1941/42 einige Verbände der Luftwaffe (Stab Luftflotte 2, II. Fliegerkorps) abgezogen wurden und die Verlustrate weiterhin hoch blieb, sank die Zahl der am 14. Februar 1942 noch an der Ostfront vorhandenen Flugzeuge auf 1545 Flugzeuge, davon 615 einsatzbereite.
Bis zum Beginn der deutschen Sommeroffensive steigerte sich diese Zahl auf 2635, davon 1873 einsatzbereite Flugzeuge. Da der Schwerpunkt der Offensive im Süden der Ostfront lag, wurde die hier verantwortliche Luftflotte 4 erheblich verstärkt. In ihr befanden sich 1593 Flugzeuge, davon 325 Jagdflugzeuge, 480 Kampfflugzeuge, 192 Sturzkampfflugzeuge und andere.
In dem für die Heeresgruppe Mitte zuständigen Luftwaffenkommando Ost, und der für die Heeresgruppe Nord zuständigen Luftflotte 1 befanden sich zusammen nur 1042 Flugzeuge. Damit waren diese Bereiche zu Gunsten des Südens weitgehend von Flugzeugen entblößt.
Vom 8. Februar 1942 bis zum 21. April 1942 gelang es der Roten Armee, das II. Armeekorps im Kessel von Demjansk einzuschließen. Die sechs eingeschlossenen Divisionen wurden aus der Luft durch Teile der Luftflotte 1 versorgt. Diese musste täglich 200 Tonnen Nachschubgüter in den Kessel einfliegen und verlor dabei 488 Flugzeuge und ungefähr 1000 Mann fliegendes Personal.
Die Schwerpunkte des Luftwaffeneinsatzes im Frühjahr und Sommer 1942 waren die großen Offensiven der Heeresgruppe Süd, wie die Eroberung der Halbinsel Kertsch und der Festung Sewastopol, wo das von der Heeresmitte zur Luftflotte 4 verlegte VIII. Fliegerkorps mit 460 Flugzeugen unterstützend eingriff.
Es folgten die Unternehmen Fridericus I und Fridericus II im Raum Isjum und Kupjansk, in denen große Fronteinbuchtungen der Roten Armee beseitigt wurden.
Beim Vormarsch in Richtung Stalingrad war es wiederum das VIII. Fliegerkorps, das die Heeresverbände unterstützte, während das IV. Fliegerkorps in Richtung Kaukasus vorging. Am 23. und 24. August wurde Stalingrad das erste Mal von deutschen Fliegern angegriffen und dabei insbesondere die Vororte mit ihren Holzhäusern schwer beschädigt. Die Verluste unter der Zivilbevölkerung gingen in die Zehntausende.
Nachdem die 6. Armee nach einer sowjetischen Gegenoffensive ab dem 22. November in Stalingrad eingekesselt war, begann der größte Luftversorgungseinsatz des Krieges. Zum Überleben benötigte die Armee täglich bis zu 500 Tonnen Versorgungsgüter. Das VIII. Fliegerkorps konnten aber im Durchschnitt aufgrund der Witterung, der Flak- und Jägerangriffe nur 94 Tonnen einfliegen. Bis zum Ende des Kessels Ende Januar/Anfang Februar 1943 verlor die Luftwaffe hier 495 Flugzeuge. Aber auch im Kessel befanden sich Luftwaffeneinheiten, unter anderem große Teile der 9. Flak-Division und die Bodenorganisation der Fliegerhorste.

### Luftschlacht um Malta

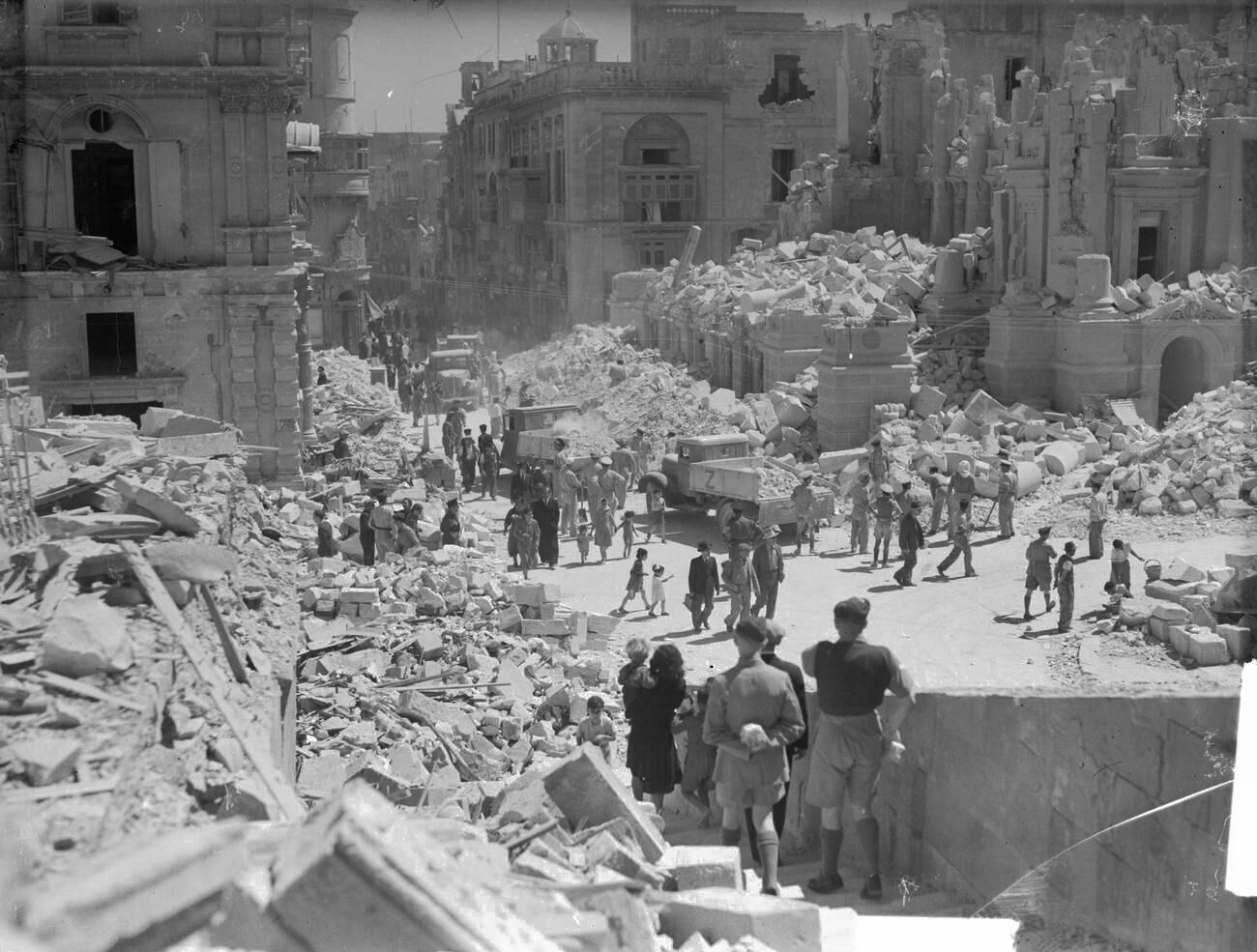
Bombenschäden in Valletta

Für die deutsch-italienischen Schiffskonvois auf dem Weg nach Nordafrika ging von der britischen Kronkolonie Malta, die unmittelbar südlich von Sizilien liegt, eine ständige Bedrohung aus. Daher entstand Ende 1941 der Operationsplan „Unternehmen Herkules“, um die Mittelmeerinsel ähnlich wie beim Angriff auf Kreta durch Fallschirmjäger aus der Luft einzunehmen. Dazu wurde von der Ostfront die Luftflotte 2 (Oberbefehlshaber Generalfeldmarschall Albert Kesselring) mit dem II. Fliegerkorps nach Süditalien und Sizilien verlegt.
Nachdem es schon im Januar und Februar 1942 zu Luftangriffen auf Malta gekommen war, setzten vom 30. März bis zum 28. April die verstärkten Luftangriffe auf Malta ein. Dabei griffen täglich 200 bis 300 deutsche und italienische Flugzeuge die Insel an. Bis Mitte April gelang es, bis auf sechs Jagdflugzeuge alle britischen Flugzeuge auf der Insel zu zerstören und die britische U-Boot-Flotte zum zeitweiligen Abzug aus dem Grand Harbour von Valletta zu zwingen. Danach kamen die deutsch-italienischen Nachschubkonvois eine Weile wieder ungestört nach Nordafrika durch. Die geplante Luftlandung erfolgte nicht, da das Unternehmen als zu riskant erschien und man es als nicht mehr notwendig erachtete.
Die bereitgestellten deutschen und italienischen Fallschirmverbände wurden stattdessen nach Nordafrika verlegt, um die Panzerarmee Afrika bei dem geplanten Angriff auf Alexandria zu unterstützen. Der Verzicht auf die Eroberung Maltas sollte sich als folgenschwere Fehleinschätzung erweisen, da die Alliierten die Insel einige Zeit später erneut zur Basis ihrer Operationen machten und den deutschen Nachschub nach Afrika empfindlich störten.
Durch die Luftangriffe wurden auf Malta ungefähr 4500 Menschen verletzt und über 1000 getötet.

### Schlacht im Atlantik
Die ersten geplanten Aktionen der Luftwaffe gegen die britische Flotte fanden bereits 26 Tage nach Kriegsausbruch statt. Die Besatzung eines Do-18-Flugbootes sichtete vier britische Schlachtschiffe, einen Flugzeugträger, einen Kreuzer und einen Zerstörer. Sofort wurde die erste Gruppe des KG 26 sowie ein Teil des KG 30 mit dem Angriff beauftragt. Diese erste „Schlacht“ entpuppte sich aber als totaler Fehlschlag. Gerade einmal eine einzige Bombe traf den britischen Schlachtkreuzer Hood, explodierte aber nicht, da der Zündmechanismus versagte.
Die Qualität dieses „Auftakt-Einsatzes“ spiegelte den Verlauf der ganzen Atlantikschlacht wider. Die meisten Angriffe im Verlauf der Jahre 1939 und 1940 erzielten nur mittelmäßige Erfolge und spielten keine kriegsentscheidende Rolle. Ein viel wichtigerer Punkt war die Nah- und Fernaufklärung, mit deren Hilfe die Marine mit wichtigen Informationen über Geleitzüge usw. versorgt wurde. Erst ab 1941 wurde die Zusammenarbeit zwischen Kriegsmarine und Luftwaffe durch die Aufstellung der Dienststelle des Fliegerführers Atlantik vertieft. Beispielsweise konnten am 9. Februar 1941 mindestens fünf britische Schiffe mit insgesamt über 60.000 BRT versenkt werden. Die Flugzeuge des KG 40 wurden von deutschen U-Booten zum Ziel geleitet und brauchten so keinen Treibstoff auf der Suche nach den Schiffen zu verschwenden.
In den beiden Kriegsjahren 1941/1942 verlagerte sich das Zielgebiet der Luftwaffe von den Gewässern um Südengland ins Nordmeer, wo zahlreiche Konvois, welche die Sowjetunion versorgten, angegriffen wurden. Im Frühjahr und Sommer 1942 fand der Kampf um die Nordmeergeleitzüge PQ 13, PQ 15, PQ 16, PQ 17 und PQ 18 statt. Insgesamt versanken dabei 4100 Fahrzeuge, 580 Panzer und 270 Flugzeuge mit ihren Frachtschiffen, bevor sie die Sowjetunion erreichen konnten. Wieder waren es deutsche U-Boote, die Zielinformationen für die Flugzeuge lieferten und auch beim Angriff eng mit der Luftwaffe zusammenarbeiteten. Dieser Kampf war mehr oder weniger die erfolgreichste Aktion der Luftwaffe gegen Nordmeer-Geleitzüge.
In den darauf folgenden Jahren schützten die Alliierten ihre Geleitzüge mit immer mehr Zerstörern, sodass die stärkere Flugabwehr jeden Anflug deutscher Bomber verhinderte. Treibstoffknappheit und der Mangel an moderneren Flugzeugen führten zu einer Einstellung der Operationen im Nordmeer, die Marine mit ihren U-Booten war in den letzten Kriegsjahren auf sich allein gestellt.
Die viermotorige Focke-Wulf Fw 200 „Condor“ bewährte sich als Seeaufklärungsflugzeug im Atlantik, wo sie in Zusammenarbeit mit U-Boot-Einheiten durch die Versenkung von Frachtschiffen die Versorgung von Großbritannien mit Lebensmitteln, Waffen und anderen Gütern unterbrechen sollte.

### Verteidigung gegen die Bomberoffensive der Alliierten

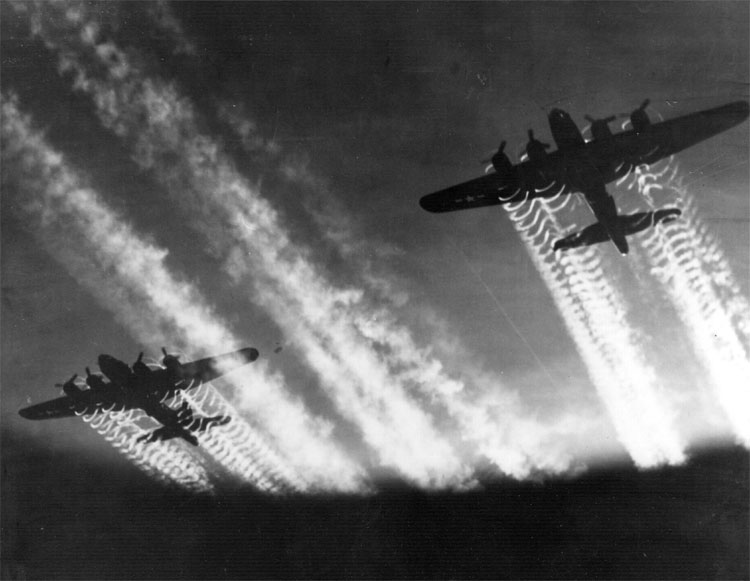
Boeing B-17 „Flying Fortress“

Die United States Army Air Forces (USAAF), deren Oberbefehlshaber General Henry H. Arnold war, stellten 1942 mit der 8th Air Force in England ein Bomberkommando auf, dessen Zweck das Bombardieren von strategischen (industriellen) Zielen tief im Reichsgebiet war. Das gleiche Ziel verfolgte das britische RAF Bomber Command seit Kriegsbeginn. Ab 1943 wurden deren Bemühungen in der Combined Bomber Offensive koordiniert.
Zum Schutz der amerikanischen Bomber wurden diese ab 1943 von Langstreckenjägern eskortiert – zunächst vor allem bis an die Reichsgrenze von der Republic P-47, über dem Reichsgebiet von der Lockheed P-38, bis ab Anfang 1944 schließlich der auch luftkampfmäßig überlegene Langstreckenjäger North American P-51 eingeführt wurde. Die P-38 erwies sich auf dem europäischen Kriegsschauplatz als ähnlich ungeeignet zum Begleitjäger wie zuvor die deutsche Bf 110 über England. Die P-47 wurde noch bis zum Ende des Krieges als Jagdbomber und als Erdkampfunterstützungsflugzeug eingesetzt.
Die nächtlichen Bombardierungen wurden von den britischen Bombern weitgehend ohne Jagdschutz geflogen. Das Bomber Command der RAF erlitt in der Nacht vom 30. auf den 31. März 1944 eine schwere Niederlage, als es den deutschen Nachtjagd-Piloten und den Flak-Einheiten gelang, 95 von 795 viermotorigen Lancaster-Bombern, deren Aufgabe die Bombardierung von Nürnberg war, abzuschießen.

### Unternehmen Steinbock

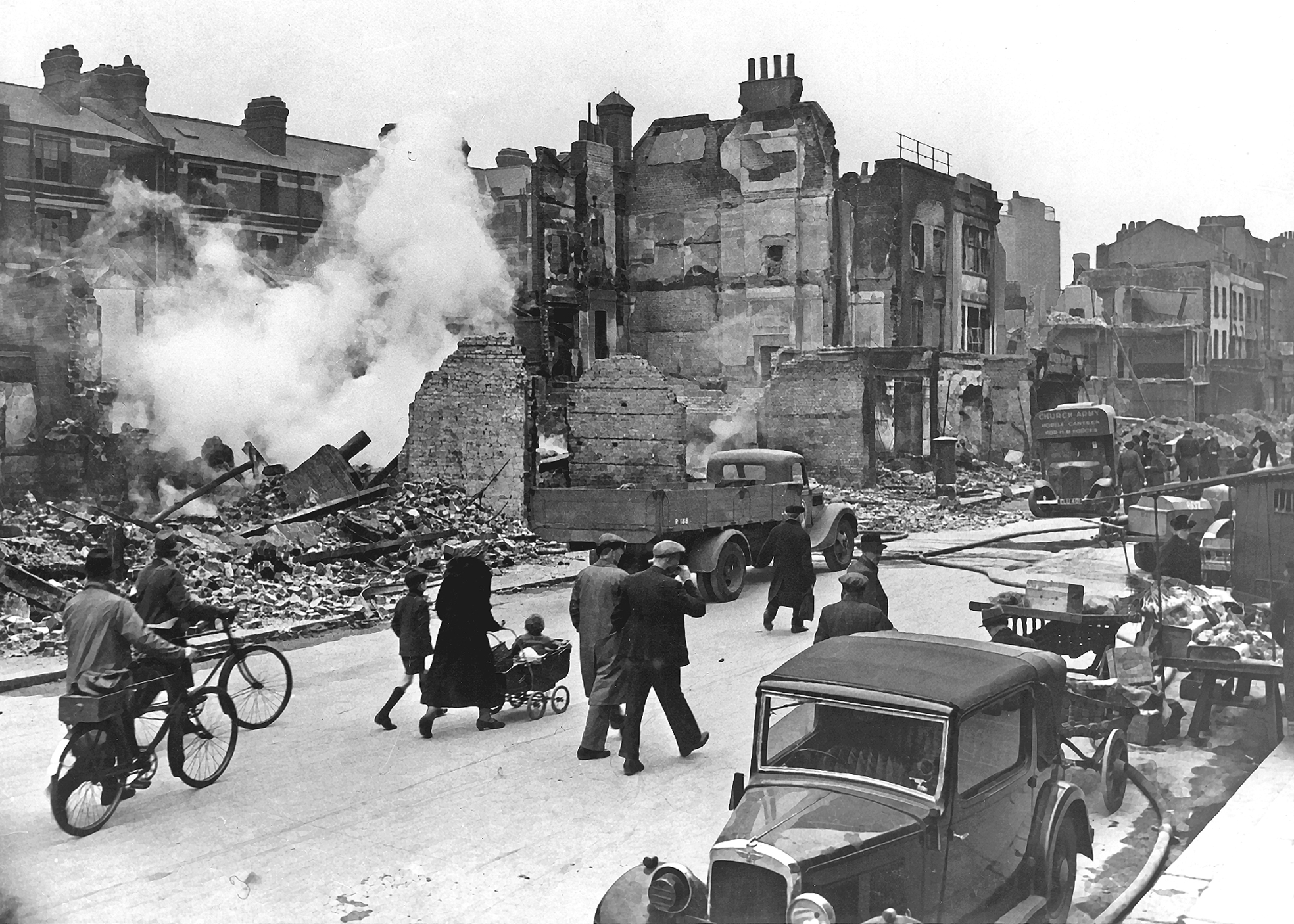
Bei einem Luftangriff zerstörte Londoner Häuser

Ende des Jahres 1943 arbeitete die Luftwaffe Pläne aus, wie der Kampf gegen Großbritannien wieder intensiviert werden könnte. Bis dahin fanden nur noch Störangriffe mit bis zu 30 Flugzeugen statt. Die Angriffe sollten den Charakter von Vergeltungsangriffen haben. Es kam daher nicht darauf an, militärische Ziele zu treffen, sondern Verluste unter der Bevölkerung zu bewirken.
Um die erneute Offensive zu ermöglichen, wurden nun im IX. Fliegerkorps (Befehlshaber Oberst Dietrich Peltz) Kampffliegerverbände zusammengefasst, die vor allem aus dem Mittelmeerraum abgezogen wurden. Insgesamt waren zum 20. Januar 1944 524 Flugzeuge vorhanden, von denen 462 einsatzbereit waren. Es waren insgesamt 270 Junkers Ju 88, 121 Dornier Do 217, 35 Junkers Ju 188, 46 Heinkel He 177, 27 Messerschmitt Me 410 und 25 Focke-Wulf Fw 190 die in den Kampfgeschwadern 2, 6, 30, 40, 54, 66, 76, 100 sowie im Schnellkampfgeschwader 10 vorhanden waren.
In der Nacht vom 21. Januar zum 22. Januar 1944 wurde der erste Angriff im Rahmen des Unternehmens Steinbock auf das britische Mutterland geflogen. Dabei griffen 447 deutsche Flugzeuge in zwei Wellen London an. Nur wenige Flugzeuge erreichten London und warfen 30 Tonnen Bomben ab. Auch bei den nächsten Angriffen waren die deutschen Verluste hoch. Bis zum 18. April wurden 14 Luftangriffe auf London, danach bis zum 29. Mai weitere auf küstennahe Städte wie Portsmouth, Bristol, Weymouth oder Falmouth geführt. Danach wurden die Luftangriffe wegen Erfolglosigkeit beendet.
Ungefähr 1500 Menschen starben durch die Luftangriffe. Die Luftwaffe verlor 329 ihrer 462 Flugzeuge.

### Schutz der Ölproduktion
Es gab einige Jagdeinheiten in Rumänien, die für den Schutz der strategisch wichtigen Erdölraffinerien der Stadt Ploesti verantwortlich waren und Luftangriffe auf Ploiești verhindern sollten. Zum Beispiel wurde 1942 die erste Gruppe eines späteren Jagdgeschwaders (die I./JG 4 mit vier Staffeln) in Rumänien zum Schutz von Ploesti aufgestellt. Sie entstand aus der früheren „Ölschutzstaffel Ploesti“. Von Ploesti aus wurde das Deutsche Reich mit Erdölprodukten beliefert, die es zur Aufrechterhaltung des Krieges benötigte.

### Erste einsatzfähige Düsenflugzeuge

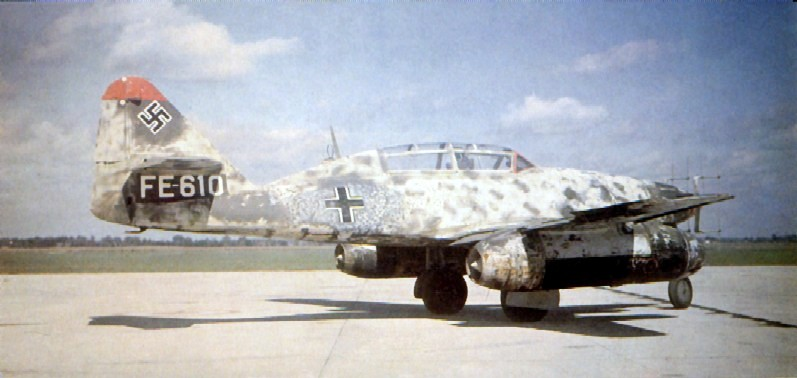
Nachtjäger Messerschmitt Me 262 B-1a/U1, bei Kriegsende von den Briten erbeutet und 1946 in den USA getestet

Die deutsche Luftwaffe war die erste Luftwaffe der Welt, die einsatzfähige Düsenjägerverbände aufstellte und auch zum Einsatz brachte. Die zweistrahlige Messerschmitt Me 262, die in Konzept und Bewaffnung (30-mm-Maschinenkanonen und Raketen R4M) ihrer Zeit weit voraus war, diente hier als Standardjäger. Allerdings verhinderte die direkte Intervention Hitlers den schnellen und vor allem umfangreichen Einsatz als Jagdflugzeug. Hitler sah in dem Flugzeugtyp in erster Linie einen Blitzbomber. Erst spät erlaubte Hitler die Erprobung der Me 262 als Jagdflugzeug. Als Erstes wurde die Me 262 zur Erprobung im Kommando Nowotny als Jagdflugzeug eingesetzt. Später erfolgte die Aufstellung anderer Me-262-Verbände wie des Jagdverbandes 44 (auch Staffel der Experten genannt) unter dem Kommando von Adolf Galland, dem von Göring Anfang Januar zunächst abgesetzten General der Jagdflieger. Die Strahltriebwerke der Achsenmächte waren einsatzfähig, aber aus verschiedenen Gründen, besonders wegen auftretender Werkstoffprobleme, nicht zuverlässig.
Weitere eingesetzte Strahlflugzeuge waren die Arado Ar 234 „Blitz“ als zweistrahliger Schnellbomber und -aufklärer, die von einer einzelnen BMW-Turbine angetriebene, als Volksjäger bezeichnete Heinkel He 162 und die raketengetriebene Messerschmitt Me 163.
Bei Kriegsende im Mai 1945 war eine Anzahl von anderen fortschrittlichen Flugzeugtypen entweder im Versuchsstadium oder auch in der Herstellung, beispielsweise der Nurflügler Horten Ho 229 (Horten H IX), die im Flugzeugwerk der Gothaer Waggonfabrik hergestellt werden sollte.

### Neuartige Waffen
Für die Luftwaffe wurde auch eine neuartige Waffe entwickelt – die Fieseler Fi 103 (V1): der erste Marschflugkörper der Welt. Das Aggregat A4 (V2), die erste Langstrecken-Rakete, war hingegen unter Wernher von Braun beim Heer entwickelt worden. Die Produktion des A4 war wegen der Verwendung von auch für den Flugzeugbau wichtiger Rohstoffe nur auf Kosten der Flugzeugproduktion möglich.
Weiterhin wurde von der Luftwaffe der erste ferngelenkte Flugkörper (Fritz X) eingesetzt.

### Unternehmen Bodenplatte
Am 1. Januar 1945 fand das Unternehmen Bodenplatte statt. Es sollte den durch die alliierte Luftherrschaft stark bedrohten Erfolg der Ardennenoffensive sichern. Dazu griffen ungefähr 850 deutsche Flugzeuge, hauptsächlich einmotorige Jagdflugzeuge, alliierte Flugplätze in den Niederlanden, Belgien und Nordfrankreich an und zerstörten am Boden und in der Luft 290 alliierte Flugzeuge. Die Luftwaffe selbst verlor dabei 336 Flugzeuge und 213 Flugzeugführer, die entweder im Angriff fielen, gefangen genommen wurden oder auf dem Rückflug der eigenen Flak zum Opfer fielen, die über den Einsatz nicht informiert worden war und die deutschen Flieger daher vielfach für Feinde hielt. Die hohen Verluste an ausgebildeten Flugzeugführern innerhalb nur eines Tages konnten nicht mehr ersetzt werden. Die Alliierten, die nur wenige Piloten verloren, konnten ihre Flugzeugverluste dagegen in kürzester Zeit wieder ausgleichen.
So scheiterte mit dem Unternehmen Bodenplatte der letzte Versuch der Luftwaffe, lokal die Luftüberlegenheit zu erringen.

### Fliegerforstschutzverband (Erprobungskommando 41)
Die Luftwaffe unterhielt mit dem Erprobungskommando 41 unter Oberst Hans-Christoph von Borstell eine Einheit, die spezialisiert darauf war, Chemikalien aus der Luft zu versprühen. Der Schwerpunkt lag dabei zunächst auf Forstschutz (Göring war in Personalunion Reichsforstmeister). Später kamen Kooperationen mit der SS-Wissenschaftseinrichtung Ahnenerbe hinzu. Dieses war an der Entwicklung von B- und C-Waffen beteiligt, aber auch an Malaria-Prävention (Abteilung M des Instituts für wehrwissenschaftliche Zweckforschung). Es wurden Tests mit dem Versprühen von Chemikalien gegen Malaria-Mücken durchgeführt, aber auch mit dem Abwerfen von Kartoffelkäfern, die im Erfolgsfalle britische Ernten zerstören sollten. Als die Einheit aufgelöst werden sollte und ihre 14 Mitarbeiter, v. Borstell und die Spezialflugzeuge an andere Einheiten abgegeben, intervenierten Ahnenerbe-Geschäftsführer Sievers und Kurt Blome mehrfach. Schließlich regte Sievers an, die Einheit in die Waffen-SS zu übernehmen. Jedoch wurde sie Ende Mai 1944 endgültig aufgelöst.

### Niederlage
Die Niederlage der Luftwaffe war das Ergebnis eines Abnutzungskrieges. Ein wesentlicher Faktor für die Abnutzung war der Rohstoffmangel (besonders der Mangel an für den Bau von Flugzeugen wichtigem Aluminium), ab Ende 1944 auch der von den alliierten Luftangriffen herbeigeführte Treibstoffmangel. Auch an ausgebildeten Piloten fehlte es.
Am 1. März 1944 wurde vom Rüstungsministerium und dem Reichsluftfahrtministerium ein Krisenstab, der sogenannte „Jägerstab“ eingerichtet, der mit umfangreichen Vollmachten eine Produktionssteigerung im Flugzeugbau erreichen sollte. Die SS begann mit großen Bunker- und Stollenbauvorhaben, um die Flugzeugindustrie zum Schutz vor alliierten Luftangriffen unter die Erde zu verlegen (U-Verlagerung). Himmler plante, die Zahl der in der Luftrüstung schon eingesetzten KZ-Häftlinge von 36.000 auf 190.000 zu erhöhen, insbesondere ungarische Juden sollten herangezogen werden. Für die Wachmannschaften der Lager stellte die Luftwaffe ab Mai 1944 als erster Wehrmachtsteil Soldaten ab.

## Waffengattungen

### Fliegertruppe

#### Tagjäger
Die Tagjagdverbände waren zahlenmäßig nach den Kampffliegern die zweitstärkste Streitmacht der Fliegertruppe. Als Defensivwaffe stand sie bei der offensiv eingestellten Führung der Luftwaffe im Schatten der Kampfflieger und Sturzkampfflieger. Dies änderte sich erst 1944 unter dem Eindruck der schweren alliierten Luftangriffe.
Noch vor der offiziellen Enttarnung stellte die Luftwaffe am 1. April 1934 das erste Jagdgeschwader auf. Das anfangs noch Jagdgeschwader 132 (JG 132) genannte Geschwader wurde später in JG 2 Richthofen umbenannt.
Zu Beginn des Zweiten Weltkrieges standen ungefähr 770 Jagdflugzeuge in acht Jagdgeschwadern bereit. Im Laufe des Krieges wurden weitere zwölf Jagdgeschwader aufgestellt, die aber nicht alle ihre volle Stärke erreichten und sich teilweise nach kurzer Zeit wieder auflösten. Der Höchststand an Jagdflugzeugen mit ungefähr 2500 Stück wurde im Jahre 1944 erreicht.
In den ersten Jahren des Krieges war die Messerschmitt Bf 109 in verschiedenen Versionen der Standardjäger der Tagjagdverbände. Später, ab 1941 kam die Focke-Wulf Fw 190 in verschiedenen Versionen hinzu. Beide Jagdflugzeuge bildeten das Rückgrat der Jägerverbände. Andere wie die Messerschmitt Me 262 kamen erst kurz vor Kriegsende und in geringen Stückzahlen an die Front.
Die Jägerverbände waren an allen Fronten der Luftwaffe eingesetzt, um die Luftherrschaft über dem Einsatzraum zu erkämpfen und zu verteidigen. Dazu streiften die Jäger in freier Jagd über dem Einsatzraum, das heißt, dass einzelne Rotten, Ketten oder Staffeln feindliche Flugzeuge dort bekämpften, wo sie sie antrafen. Häufig schützten die Jäger auch Kampf- oder Sturzkampfverbände, indem sie diese begleiteten. Spätestens ab 1943 mussten starke Verbände im Deutschen Reich stationiert werden, um die Einflüge US-amerikanischer Bomber am Tage zu stören.
Insgesamt gelang es der Jagdwaffe vom 1. September 1939 bis zum 8. Mai 1945 etwa 70.000 feindliche Flugzeuge in der Luft oder am Boden zu zerstören. Auf Seiten der Luftwaffe gingen 38.977 Jagdflugzeuge verloren. Dabei starben 8500 Flugzeugführer, 2700 gerieten in Gefangenschaft oder blieben vermisst.
Die erfahrensten und erfolgreichsten deutschen Jagdpiloten wurden im Luftwaffen-Jargon „Experten“ genannt. Der erfolgreichste Jagdflieger aller Zeiten war Erich „Bubi“ Hartmann mit 352 Luftsiegen, gefolgt von Gerhard Barkhorn mit 301 Luftsiegen (beide Ostfront). Die Abschusszahlen sind nicht miteinander vergleichbar, da es an jeder Front andere Bedingungen gab (Einsatzanzahl und Anzahl von feindlichen Flugzeugen). Insgesamt hatten in der Luftwaffe 104 Jagdflieger 100 oder mehr- und über 5000 Jagdflieger fünf oder mehr Abschüsse.
Die im Wehrmachtbericht genannten Abschusszahlen waren allerdings nach 1942 oft überhöht, da eine Prüfung der tatsächlichen Erfolge längere Zeit in Anspruch nahm und man versuchte, durch propagandistische Berichte die ständigen Rückzugsbewegungen zu kaschieren. Für genaue Zahlen gibt es bis heute keine zuverlässigen Quellen.
- Erster, der 100 Luftsiege erzielte: Werner Mölders
- Erster, der 150 Luftsiege erzielte: Gordon Gollob
- Erster, der 200 Luftsiege erzielte: Hermann Graf
- Erster, der 250 Luftsiege erzielte: Walter Nowotny
- Erster, der 300 Luftsiege erzielte: Erich Hartmann
- Erster, der 350 Luftsiege erzielte: Erich Hartmann
- Die meisten Abschüsse während des Spanischen Bürgerkrieges: Werner Mölders 14 Luftsiege
- Die meisten Abschüsse an der Ostfront: Erich Hartmann 352 Luftsiege
- Die meisten Abschüsse an der Westfront: Hans-Joachim Marseille 158 Luftsiege
- Die meisten Abschüsse mit dem Düsenjäger (Me 262): Kurt Welter 25 Luftsiege
- Die meisten Abschüsse von Bombern (Tagjäger): Herbert Rollwage 102 Luftsiege (davon 44 Bomber)
- Die meisten Abschüsse von Bombern (Nachtjäger): Heinz-Wolfgang Schnaufer 121 Luftsiege (davon 115 Bomber)
- Die meisten Abschüsse bei einem Einsatz: Erich Rudorffer 13 Luftsiege
- Die meisten Abschüsse an einem Tag: Emil Lang 18 Luftsiege
- Bester Abschuss-Durchschnitt pro Einsatz: Günther Scheel 71 Luftsiege (bei 70 Einsätzen)

Demgegenüber hatten die Alliierten nichts Vergleichbares aufzuweisen, da bei ihnen (außer bei der Roten Armee) die Piloten zyklisch ausgetauscht wurden, sodass die Maximalzahl der Feindflüge nicht zu hoch wurde und die erfolgreichsten Piloten langfristig als Ausbilder erhalten blieben. Der hohen Abschusszahl steht eine zunehmende Abnutzung der Piloten der Jagdwaffe durch ununterbrochenen Einsatz an allen Fronten gegenüber. Der erfolgreichste Jagdflieger der Alliierten war Iwan Nikitowitsch Koschedub mit 62 Luftsiegen.

#### Nachtjäger
Obwohl das Konzept der Nachtkampffliegerei schon im Ersten Weltkrieg in Grundzügen aufgestellt worden war, wurde die Taktik der Nachtjagd erneut entwickelt, als die Bomber der Royal Air Force in großer Zahl von 1940 an bei Nacht industrielle und auch zivile Ziele in Deutschland angriffen. Zu diesem Zeitpunkt gab es in der Luftwaffe zwei Versuchsstaffeln (10./JG 2 und 11./LG 2) der Nachtjagd.
Diese noch mehr experimentellen Einheiten, ausgerüstet mit normalen Bf-109- und Bf-110-Flugzeugen, wurden mit den ansteigenden Luftangriffen im Laufe des Krieges weiter ausgebaut.

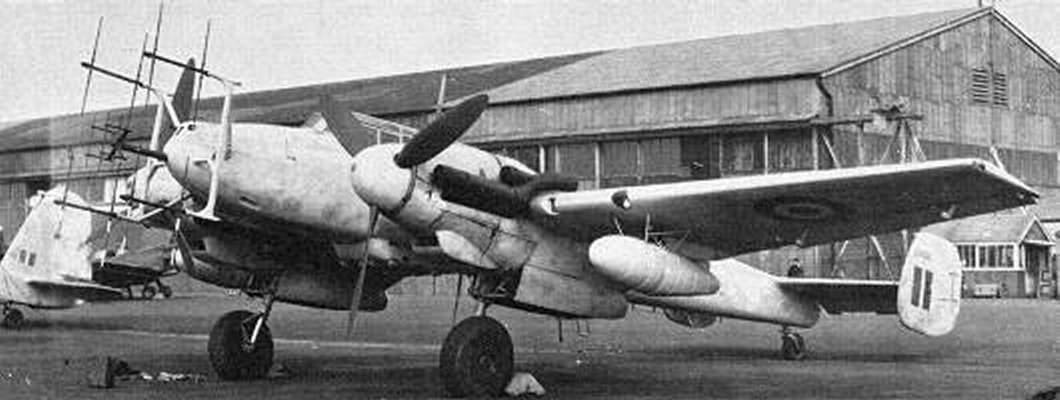
Ein erbeutetes Nachtjagdflugzeug Messerschmitt Bf 110 G-4 mit einem in der Nase eingebauten „Lichtenstein“-Radarsystem in Farnborough, England, etwa Herbst 1945

Am 22. Juni 1940 wurde in Düsseldorf das Nachtjagdgeschwader 1 mit Hauptmann Wolfgang Falck als Kommodore aufgestellt. Falk war es am 30. April 1940 als Erstem gelungen, in der Nacht mit Hilfe eines Freya-Funkmessgeräts, Koppelnavigation und Sprechfunk einen Bomber zu finden, den er aber nicht abschießen konnte.
Ab 1940 wurde eine Kette von Freya-Radarstationen, die sogenannte „Kammhuber-Linie“ (nach Oberst Josef Kammhuber, später Generaloberst), von Norwegen bis zur Schweizer Grenze aufgestellt. Im niederländischen und belgischen Gebiet, der Haupteinflugrichtung der britischen Bomber, befanden sich 30 Kilometer breite Scheinwerfer-Riegel. Von einem zentralen Leitstand aus wurden nahegelegene Nachtjagdverbände alarmiert, an den Gegner herangeführt und im durch Scheinwerfer erhellten Himmel bekämpft. Dieses Verfahren nannte man die Helle Nachtjagd. Da die Briten versuchten, den Scheinwerfer-Riegel zu umfliegen, wurde dieser ausgeweitet. Alle dazu nötigen Verbände (Nachtjäger, Flugmelde- und Funkmessdienst, Flak, Scheinwerfer) waren in der am 17. Juli 1940 aufgestellten Nachtjagddivision (Oberst Josef Kammhuber) zusammengefasst. Am 20. Juli gelang Oberleutnant Werner Streib im oben genannten Verfahren der erste Nachtjagdabschuss.
Als dann ab Herbst 1940 die neuen Funkmessgeräte Würzburg eingeführt wurden, war auch die Dunkle Nachtjagd möglich, das heißt, die Nachtjäger konnten unabhängig von Scheinwerfern ihre Ziele finden. Dazu wurden sie mit der Messerschmitt Bf 110 und der Junkers Ju 88 mit in der Flugzeugnase eingebautem Lichtenstein-Radarsystem ausgerüstet.
Ende 1940 waren 165 Nachtjagdflugzeuge einsatzbereit. Bis 1942 erhöhte sich diese Zahl auf 370.
Die 1943 eingeführte Heinkel He 219 „Uhu“ war einer der technisch besten und erfolgreichsten Nachtjäger der Luftwaffe. Allerdings verhinderte die militärische Führung die rechtzeitige und vor allem ausreichende Produktion und Auslieferung dieses Flugzeugtyps. Die gebauten Stückzahlen dieses Typs waren nicht ausreichend, um die Bomberströme aufzuhalten.
Um die immer wirkungsvoller werdende deutsche Nachtjagd zu stören, begannen alliierte Bomber, zuerst beim Angriff auf Hamburg am 24. Juli 1943, zur Störung der deutschen Funkmessgeräte passend geschnittene Metallstreifen aus den Flugzeugen zu werfen, sogenannte Düppel. Das sind Aluminiumstreifen, engl. chaff, Codename window. Bis gegen diese Störmaßnahmen eine technische Lösung gefunden werden konnte, wurde das Verfahren der Wilden Sau eingeführt. Dabei wurde der Luftraum mittels Flakscheinwerfern erleuchtet, um den eingesetzten einmotorigen Tagjagdflugzeugen ähnliche Sichtbedingungen wie am Tage zu gewähren. Später gelang es den Nachtjägern, durch Einführung anderer Radargeräte in den Flugzeugen wieder konventionell die anfliegenden Bomber zu finden.
Eine wirksame Waffe der Nachtjäger war die 1943 erprobte und ab 1944 serienmäßig eingeführte sogenannte „schräge Musik“. So bezeichneten die Kampfflieger eine Schnellfeuerkanone, die schräg nach oben schoss. Damit ausgerüstete Nachtjäger unterflogen die feindlichen Verbände und manövrierten im toten Winkel der Bordschützen. Ausgelöst wurde die Waffe entweder manuell oder durch optische Sensoren.
Der erfolgreichste Nachtjäger war Heinz-Wolfgang Schnaufer, der über 120 feindliche Bomber abschoss. Ihm gelang es als einzelnem Piloten, einen britischen Luftangriff auf seine Heimatstadt Stuttgart zu verhindern. Schnaufer schoss den sogenannten „Zeremonienmeister“, der für die Zielmarkierung zuständig war, aus dem feindlichen Verband heraus. Ohne diesen mussten die übrigen Bomber ihre Last im sogenannten Notwurf wahllos ins Gelände fallen lassen. Ein weiterer militärisch erfolgreicher Nachtjäger war Helmut Lent, der 110 alliierte Flugzeuge abschoss, bis er im Oktober 1944 bei einem Landeunfall starb.

#### Nahkampfflieger

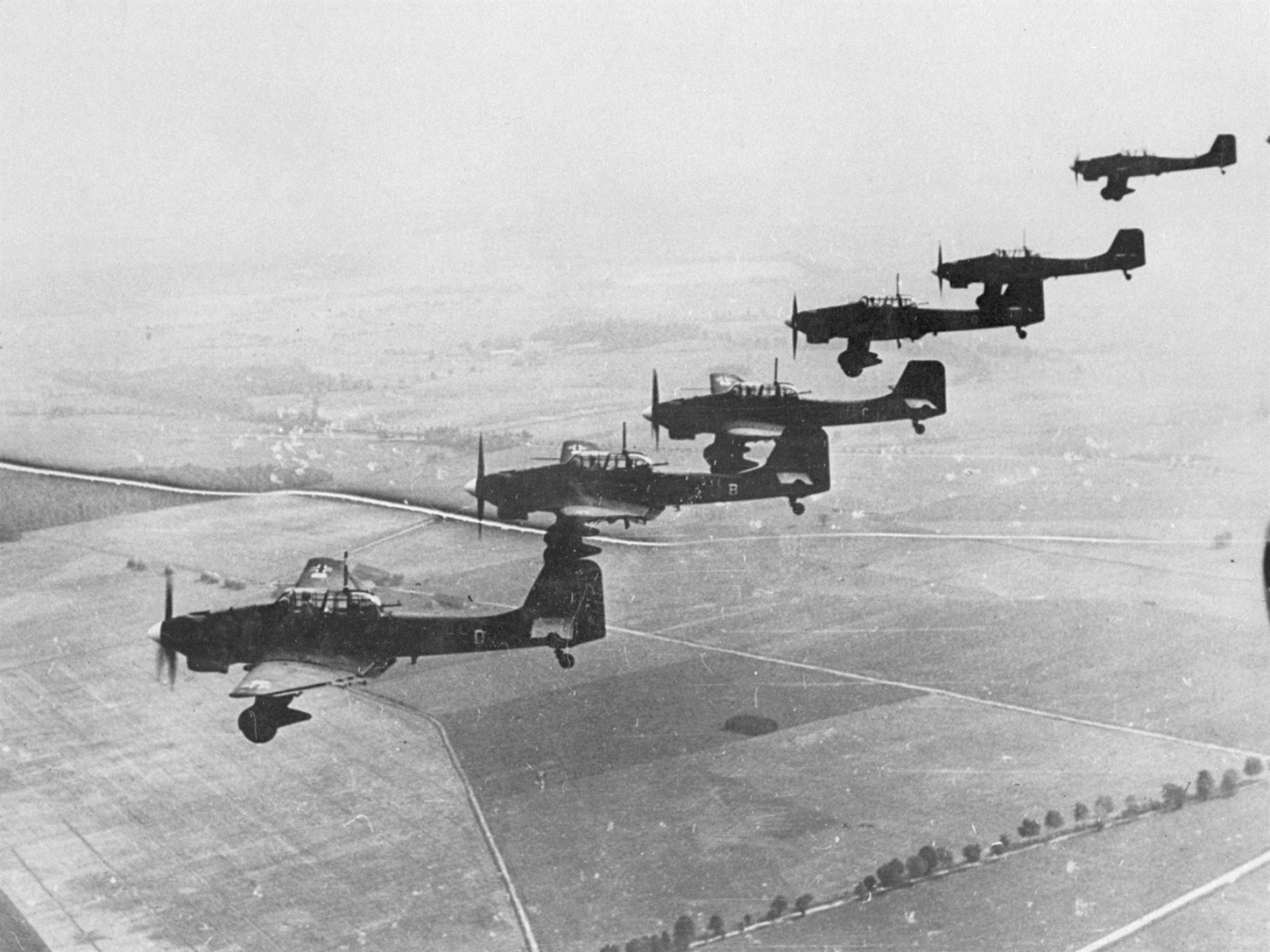
Sturzkampfflugzeuge im Einsatz in Polen, 1939

Nahkampfflieger wurden in der Luftwaffe die Sturzkampf-, später Schlachtgeschwader und Nachtschlachtgruppen genannt.
Die Luftwaffe stellte bis Kriegsbeginn insgesamt fünf Sturzkampfgeschwader (Stukageschwader 1, 2, 3, 5, 77) auf, die alle mit der Junkers Ju 87 ausgestattet waren. Hauptaufgabe der Sturzkampfgeschwader war die unmittelbare Unterstützung des Heeres auf dem Schlachtfeld durch Angriffe mit Bomben und Maschinengewehren auf feindliche Truppenansammlungen, Bunker oder Artilleriestellungen. Die Sturzkampfgeschwader waren meist in speziellen Fliegerkorps zusammengefasst und wurden kurzfristig innerhalb der Front an die entsprechenden Schwerpunkte des Erdkampfes verlegt. Bereits in der Luftschlacht um England 1940 zeigte sich, dass die Junkers Ju 87 veraltet war. Trotzdem wurde sie weiterhin in den Geschwadern eingesetzt. Erst im Herbst 1943 begann man, die Sturzkampfgeschwader auf die Focke-Wulf Fw 190 umzurüsten. Sie wurden am 18. Oktober 1943 in Schlachtgeschwader umbenannt. Zusätzlich wurden die Schlachtgeschwader 4, 9 und 10 aufgestellt. Im Schlachtgeschwader 9 waren Panzerjagdstaffeln zusammengefasst worden. Diese ab 1942 an der Ostfront vorhandenen Verbände konnten mit ihren Henschel Hs 129 und Junkers Ju 87 mit 3,7-cm-Kanonen unter den Tragflächen gegnerische Panzer abschießen.
Ab November 1942 wurden an der Ostfront sogenannte Störkampfstaffeln und -gruppen aufgestellt, deren Aufgabe es war, zur Nachtzeit an der Front feindliche Truppen anzugreifen. Vorbild waren die seit Kriegsbeginn auf sowjetischer Seite eingesetzten Doppeldeckerflugzeuge U-2, die zur Nachtzeit deutsche Truppen angriffen. Am 18. Oktober 1943 wurden all diese Verbände zusammengefasst und in Nachtschlachtgruppen umbenannt. Geflogen wurden Flugzeuge, die für den Tageinsatz über der Front veraltet waren (Arado Ar 66, Gotha Go 145, Focke-Wulf Fw 58, Heinkel He 46, Arado Ar 96, Heinkel He 50 u. a.).

#### Aufklärungsflieger

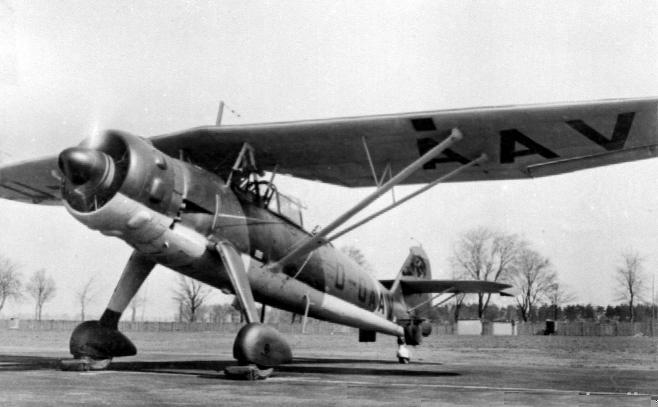
Henschel Hs 126

Die Zahl der Aufklärungsflieger war gegenüber den Jagdfliegern und Kampffliegern seit dem Aufbau der Luftwaffe deutlich geringer. Die Luftwaffe unterschied zwischen Fern-, Nah- und Seeaufklärern sowie Wettererkundungsflugzeugen. Deren Hauptaufgabe war die Beobachtung des zugewiesenen Einsatzraumes und das schnelle Weiterleiten relevanter Sichtungen über Funk.
Die Fernaufklärer setzten Luftbildgeräte zum Fotografieren ein. Anhand der Bilder konnten zum Beispiel Angriffe der Kampfflieger vor- oder nachbereitet werden. Auch für die höhere und mittlere Führung in Heer und Luftwaffe waren Aufklärungsergebnisse tief aus dem Hinterland des Gegners wichtig, um operative Entschlüsse fassen zu können. Fernaufklärer waren meist in Staffeln zu zwölf Flugzeugen den Luftflotten direkt unterstellt. Ausgerüstet waren die Fernaufklärer mit der Junkers Ju 290, Dornier Do 215, Heinkel He 111, Dornier Do 17, Junkers Ju 88 und Junkers Ju 188.
Die Aufgabe der Nahaufklärer war es hauptsächlich für das Heer im unmittelbaren Kampfgebiet das Gelände, den Aufmarsch und Kräfteverteilung des Feindes, über Vorbereitung, Verlauf und Abbruch von Kampfhandlungen, sowie über Bewegungen und Anlagen, aufzuklären. Dazu wurden Aufklärungsstaffeln zu je zwölf Flugzeugen gebildet, die den Heeresgruppen, Armeen, Panzerkorps und selbst einzelnen Panzerdivisionen taktisch unterstellt wurden. Geflogen wurden am Anfang die Henschel Hs 126, Messerschmitt Me 110, Donier Do 17, Junkers Ju 88, Focke-Wulf Fw 189 und Junkers Ju 290, später nur einsitzige Flugzeuge.

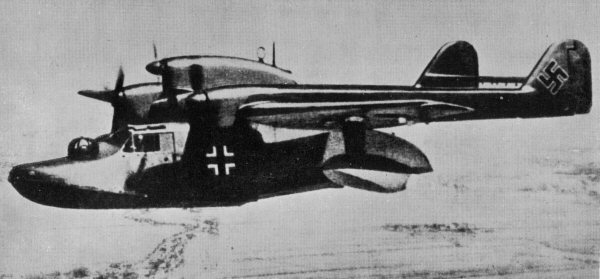
Blohm & Voss BV 138 im Flug

Die Seeaufklärer gliederten sich in Küstenfliegerstaffeln und -gruppen. Ihre Aufgabe war die Aufklärung der Meere mit mehreren Flugzeugen in sogenannter Fächeraufklärung um feindliche Flottenverbände oder Konvois aufzuspüren und so lange Fühlung zu halten, bis eigene Luft- oder Seestreitkräfte eingreifen konnten. Oft wurden auch bewaffnete Aufklärungseinsätze geflogen; das heißt, der aufgespürte Konvoi wurde durch das Aufklärungsflugzeug selbst mit Bomben oder Bordwaffen, später auch Torpedos, angegriffen. Es wurden zum Teil Flugboote wie die Dornier Do 18, Blohm & Voss BV 138 oder Wasserflugzeuge wie die Heinkel He 60, Heinkel He 115 aber auch Landflugzeuge eingesetzt.
Die genaue Vorhersage des Wetters konnte beträchtlichen Einfluss auf den Verlauf militärischer Operationen haben. Um das Wetter vorhersagen zu können, brauchte man allerdings viele Wetterdaten von verschiedenen Wetterstationen und einen internationalen Austausch darüber. Da dies im Krieg nicht möglich war, stellte die Luftwaffe spezielle Wettererkundungsstaffeln (Wekusta) mit meteorologischem Fachpersonal an Bord auf.

#### Transportflieger

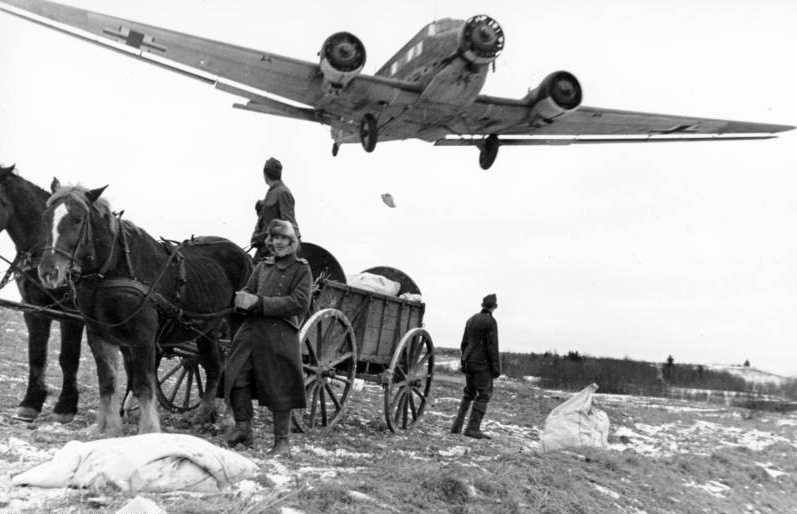
Eine Ju 52 in Russland

Die Transportflieger waren in Geschwader oder eigenständigen Gruppen zusammengefasst, die zuerst Kampfgeschwader oder Kampfgruppe z. b. V. (zur besonderen Verwendung) hießen. Später wurden sie in Transportgeschwader 1, 2, 3, 4, und 5 umbenannt. Diese waren zu Beginn des Krieges vornehmlich mit der Junkers Ju 52 ausgestattet. Später kamen in geringeren Stückzahlen Messerschmitt Me 323, Junkers Ju 90 und Junkers Ju 290 hinzu. Eine der Aufgaben der Transportflieger war das Absetzen von Fallschirmjägern oder die Luftanlandung von Luftlandetruppen. Letztere wurden auch mit Lastenseglern, einem speziellen Segelflugzeug wie die DFS 230 oder die Gotha Go 242, transportiert und diese im Schlepp gezogen. Aufgrund dieser Aufgabe waren Transportflieger in größeren Rahmen bei der Besetzung Norwegens, der Besetzung der Festung Holland und des belgischen Forts Eben-Emael 1940 beteiligt. Der größte Einsatz 1941 war die Besetzung der griechischen Insel Kreta aus der Luft. Anfang 1942 musste das Heer im Kessel von Demjansk an der Ostfront vollständig aus der Luft versorgt werden. Die größten Verluste hatten die Transportflieger bei der Versorgung der eingeschlossenen Soldaten im Kessel von Stalingrad. Innerhalb von zwei Monaten gingen 266 Junkers Ju 52 verloren.

### Flakartillerie

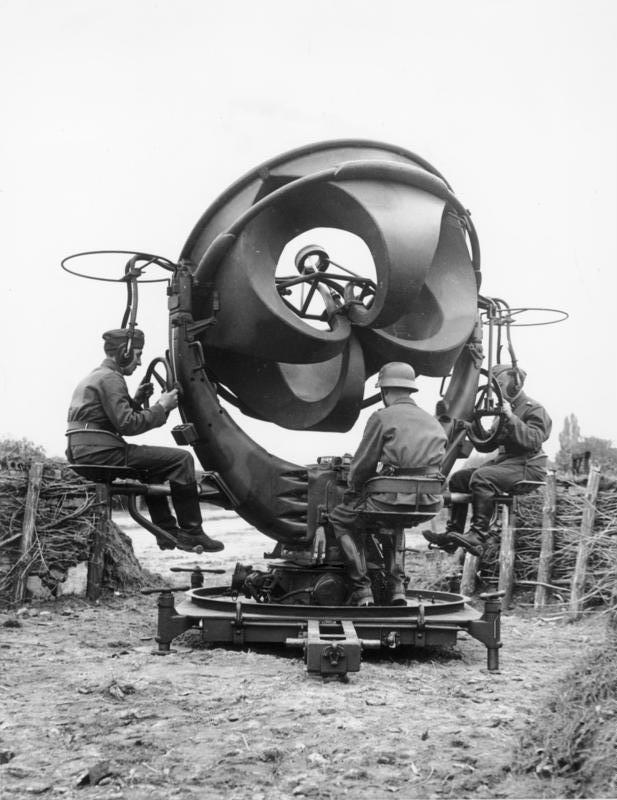
Horchgerät zur Einweisung der schweren Flak

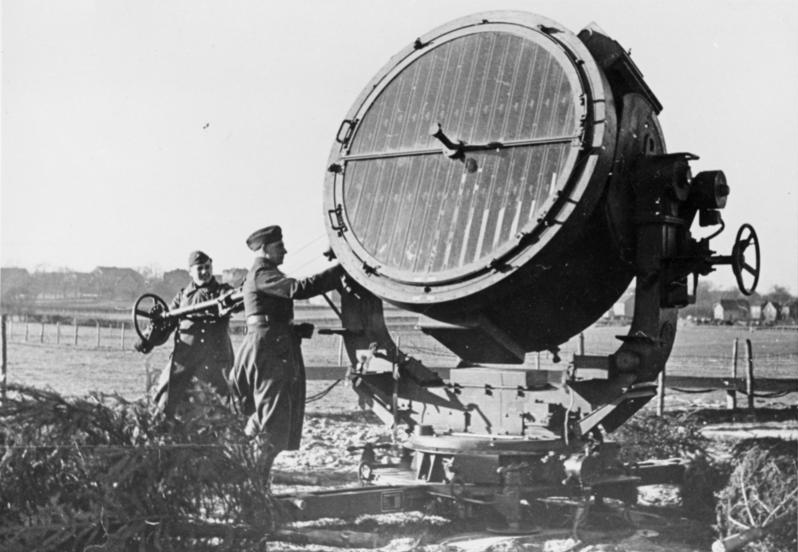
Scheinwerfer einer Scheinwerferbatterie

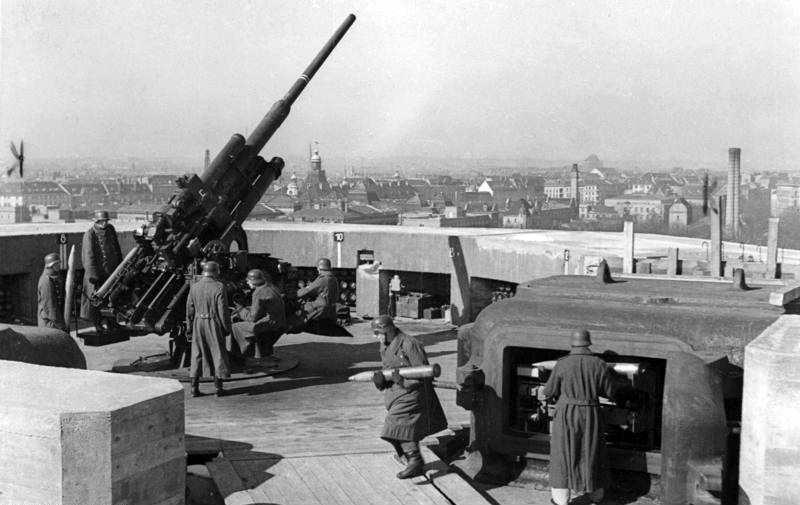
12,8-cm-Flak auf dem Flakturm am Zoo in Berlin

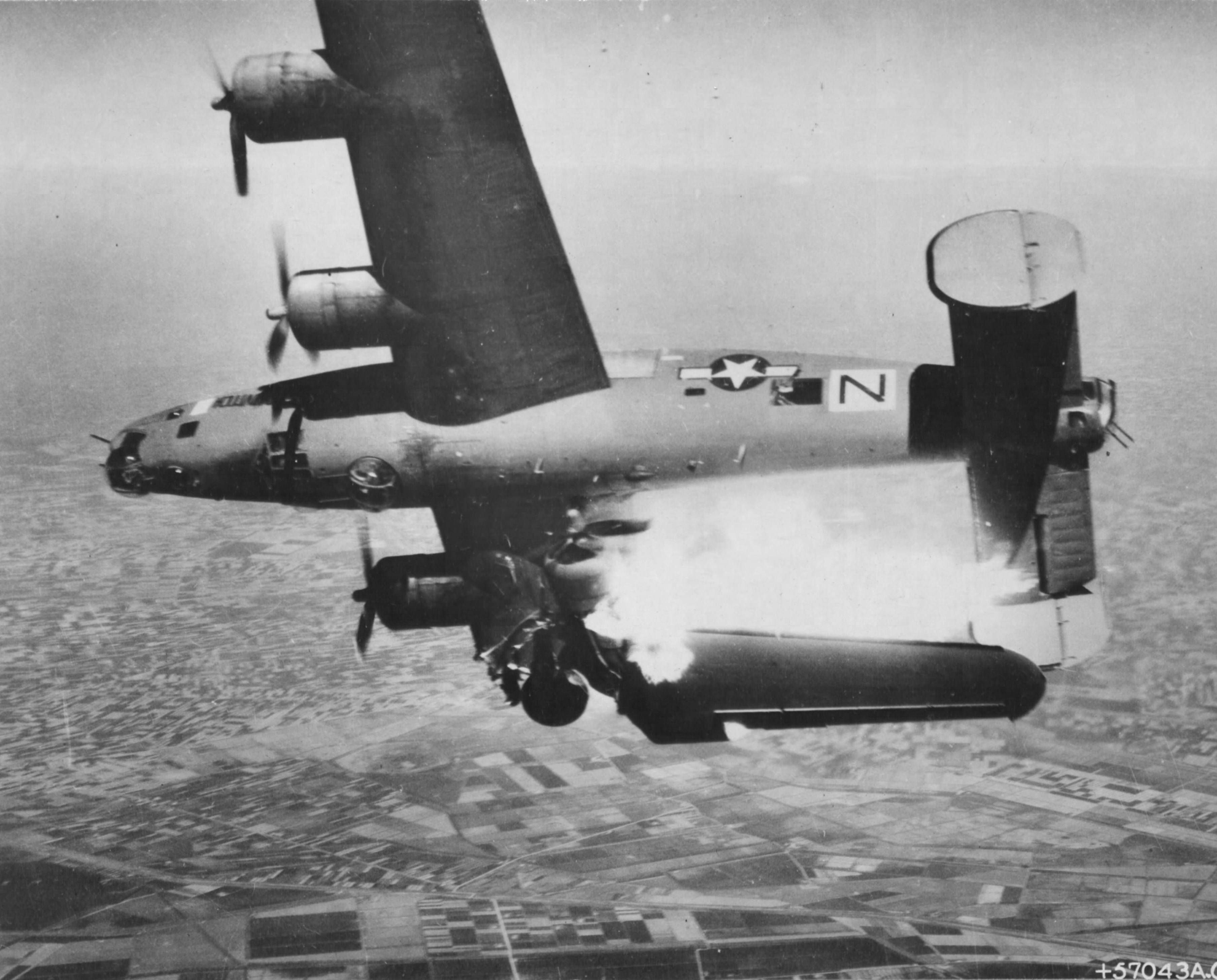
Flak-Treffer, hier bei einer Consolidated B-24

Die Flak der Luftwaffe (Flak = Flugabwehrkanone) war das Herzstück der Luftverteidigung. Nach der Mobilmachung im Herbst 1939 dienten ungefähr 258.000 Soldaten in 151 gemischten, 23 leichten und drei Eisenbahnflakabteilungen sowie 60 Scheinwerfer- und drei Luftsperr(ballon)abteilungen. Insgesamt waren 5511 leichte und mittlere und 2362 schwere Flakgeschütze vorhanden. In 499 schweren Batterien waren je vier 10,5-cm-Flak eingesetzt, in 489 Batterien mit der 8,8-cm-Flak ebenfalls. In 73 mittleren Batterien befanden sich je neun 3,7-cm-Flak, während in 296 leichten Batterien nach Sollstärke je zwölf 2-cm-Flak eingesetzt wurden. Dazu kamen noch 177 Batterien mit je neun Flakscheinwerfern und in geringer Zahl diverse andere Einheiten wie Flak-MG- und Eisenbahnflakbatterien. Ebenfalls zur Flakwaffe gehörten die neun Luftsperrbatterien mit ihren Sperrballons zur Behinderung gegnerischer Flugzeuge im eigenen Luftraum. Die meisten dieser Batterien waren in der Heimatluftverteidigung eingesetzt, deshalb ortsfest und nicht motorisiert.
Für den Westfeldzug stellte die Flak zwei selbständige motorisierte Flakkorps mit je zwei bis drei Flakregimentern auf, um die Panzerverbände an den Schwerpunkten des Erdkampfes zu unterstützen. Nachdem die besetzten Gebiete im Norden und Westen ebenfalls gegen Luftangriffe gesichert werden mussten, wurden auch dort Flakbatterien der Luftwaffe eingesetzt. Dabei wurde die Heimatluftverteidigung geschwächt, obwohl in der zweiten Jahreshälfte 1940 die ersten Bombenangriffe der RAF auf deutsche Städte stattfanden. Im Jahre 1940 benötigte die Flakwaffe 8000 Schuss, um ein Flugzeug abzuschießen. In den drei Großstädten Berlin, Hamburg und Wien wurden ab 1940 insgesamt acht Flakturmpaare (je ein Leit- und Gefechtsturm) errichtet, die mit diversen leichten und schweren Geschützen bis hin zu 12,8-cm-Flak bestückt waren.
Im Jahr 1941 wuchs die Flakwaffe wegen des bevorstehenden Angriffs auf die Sowjetunion erneut an. Die schweren Batterien begann man von vier auf sechs Geschütze, die leichten von zwölf auf 15 Geschütze und die Scheinwerferbatterien auf zwölf Scheinwerfer zu vergrößern. Die beiden motorisierten Flakkorps wurden erneut an der Erdfront eingesetzt und waren mit ihren schweren Geschützen oftmals der letzte Rückhalt gegen die schweren Panzerkampfwagen der Roten Armee.
Das Hauptproblem der Flak war 1942 immer noch die mangelhafte elektronische Ortung gegnerischer Flugzeuge und der daraus resultierende hohe Munitionsverbrauch. Ab Juni wurden sogenannte Heimat- und Alarmflakbatterien aufgestellt, die nur aus wenigen Soldaten bestanden und im Angriffsfalle mit Zivilisten, beispielsweise Industriearbeiter des zu schützenden Betriebs, besetzt wurden. Auch durch solche Aushilfsmaßnahmen wurde die Flak 1942 weiter verstärkt.
1943 wurde die Anzahl der Flakgeschütze in den schweren Flakbatterien von sechs auf acht erhöht. Die weitere Verstärkung der Flakwaffe stieß personell an ihre Grenzen. Deshalb behalf man sich, indem man sogenannte Flakhelfer einsetzte. Das waren Angehörige der Hitlerjugend, des BDM, des RAD oder Kriegsgefangene, die als sogenannte Hilfswillige eingesetzt wurden. Im November waren zum Beispiel 400.000 Flakhelfer eingesetzt, davon 80.000 Schüler. Durch dieses ungenügend ausgebildete Personal und eine technische Unterlegenheit bei der Flugzeugortung waren Ende 1943 ungefähr 6500 Schuss der leichten und 4000 Schuss der schweren Flak für einen Flugzeugabschuss notwendig.
Ab 1944 wurden verstärkt Flakkräfte von der Reichsluftverteidigung an die Erdfronten verlegt, sobald diese sich den deutschen Reichsgrenzen näherten. In der Flugzeugbekämpfung kämpfte die Flak immer noch mit den Störungen der Funkmessgeräte und der zunehmenden Munitionsknappheit. Auch die personelle Situation verschlechterte sich weiter. Bei Kriegsende befanden sich in den Flakbatterien nur noch zehn Prozent ausgebildete Soldaten, der Rest waren Flakhelfer.
Nach dem Krieg teilten die United States Army Air Forces (USAAF) mit, dass die deutsche Flak 5.400 US-Flugzeuge abgeschossen hatte. An der Ostfront wurden etwa 17.000 gegnerische Flugzeuge durch Flak abgeschossen.
| Jahr | leichte und mittlere Batterien | schwere Batterien | Scheinwerferbatterien |
| ---- | ------------------------------ | ----------------- | --------------------- |
| 1939 | 369                            | 988               | 177                   |
| 1940 |                                |                   |                       |
| 1941 | 863                            | 1369              | 263                   |
| 1942 | 1237                           | 1568              | 363                   |
| 1943 | 1586                           | 2236              | 490                   |

### Luftnachrichtentruppe

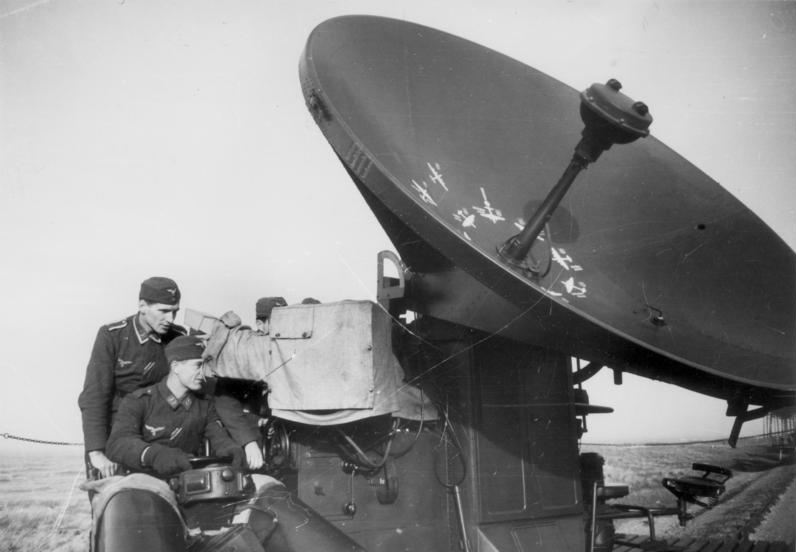
Funkmessgerät Würzburg in Frankreich

Am 1. Dezember 1933 wurde, noch geheim, die damals Fliegerfunkertruppe genannte Luftnachrichtentruppe gegründet. Als Schöpfer der ab 1. März 1935 auch offiziell Luftnachrichtentruppe genannten Teilstreitkraft gilt Wolfgang Martini, der ab 1944 auch Generalnachrichtenführer der Luftwaffe war. Zu den Aufgaben der Luftnachrichtentruppe gehörte die Erstellung und Unterhaltung von Fernmeldeverbindungen (Funk und Telefon) zwischen allen Einheiten der Luftwaffe und die Verbindung zu Heer und Kriegsmarine. Weiterhin war sie verantwortlich für die gesamte Luftraumüberwachung (mittels Funkmessverfahren) über dem deutschen Luftraum und in von der Wehrmacht besetzten Ländern. In Deutschland und im besetzten Westeuropa betrieb die Luftnachrichtentruppe Flugmelde- und Jägerleitdienststellen zur Abwehr der alliierten Bomberangriffe. Auch war sie verantwortlich für die Flugsicherung und Funknavigation der eigenen Flugzeuge. Ein weiteres Betätigungsfeld war die Funkaufklärung des Gegners mittels Funkhorch- und Funkmessaufklärung und daraus resultierende Stör- und Täuschungsmaßnahmen.
Zu Beginn des Zweiten Weltkrieges waren in der Luftnachrichtentruppe ungefähr 70.000 Soldaten im Dienst. Dieser Wert erhöhte sich bis zum 20. Mai 1941 auf 243.000 und bis zum Sommer 1944 auf 500.000 Soldaten. Es wurden insbesondere innerhalb Deutschlands, zum Beispiel bei den Jägerleitdienststellen, auch Frauen zum Dienst verpflichtet.
Die Luftnachrichtentruppe besorgte unter anderem die Funkaufklärung der polnischen Luftwaffe zu Beginn des Überfalls auf Polen. Nach der Besetzung Norwegens baute sie ein Funknetz für interne und externe Verbindungen auf. Im Funkmessverfahren wurde 1942 der deutsche Kanaldurchbruch unterstützt (durch Störung der britischen Radargeräte) und die alliierte Landung in Dieppe aufgeklärt. In den besetzten Gebieten der Sowjetunion wurde ein Drahtfernmeldenetz (Drehkreuz-Telegrafenachsen mit Trägerfrequenz und Wechselstromtelegrafie) aufgebaut und betrieben. Bei den Kesseln von Demjansk, Stalingrad oder Tunis und zu besetzten Inseln mussten Richtfunkverbindungen erstellt werden.
Die Waffenfarbe der Luftnachrichtentruppe war Braun.

### Erdkampfverbände

#### Fallschirmjäger

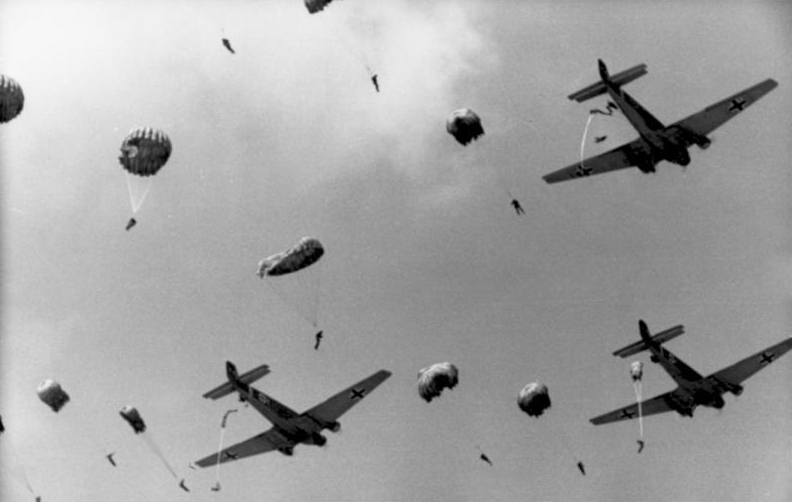
Absprung von Fallschirmjägern

Ein einzigartiges Merkmal der deutschen Luftwaffe war – im Gegensatz zu anderen unabhängigen Luftstreitkräften – der Besitz einer organischen Elitetruppe von Fallschirmjägern. Sie kam in den Jahren 1940/1941 zum Einsatz, insbesondere bei der Einnahme des belgischen Forts Eben-Emael (Mai 1940) und der Insel Kreta (Unternehmen Merkur, Mai 1941). Jedoch fielen bei dem Einsatz in Kreta mehr als 3.700 von 15.000 eingesetzten Fallschirmjägern. Angesichts dieser Verluste untersagte Hitler den Fallschirmjägereinheiten, zukünftig Großeinsätze dieser Art durchzuführen. Stattdessen nahmen die Fallschirmjäger an kleineren Spezialeinsätzen teil, wie beispielsweise der Befreiung des gestürzten und gefangen gehaltenen italienischen Diktators Benito Mussolini im September 1943 (Unternehmen Eiche). Darüber hinaus wurden die Fallschirmjägerverbände vor allem im Erdkampf als Eliteinfanterie eingesetzt. Vor allem wurde die Verteidigung des Klosters von Monte Cassino durch deutsche Fallschirmjäger bekannt.

#### Fallschirmpanzerkorps Hermann Göring
Das Fallschirm-Panzerkorps Hermann Göring wurde am 1. Oktober 1944 mit der Fallschirm-Panzerdivision 1 Hermann Göring und der Fallschirm-Panzergrenadierdivision 2 Hermann Göring gebildet. Vorläufer war die am 25. April 1933 in Berlin aufgestellte Polizeiabteilung z. b. V. Wecke. Diese wurde 1934 zur Landespolizeigruppe General Göring erweitert. Hermann Göring war zu diesem Zeitpunkt Reichskommissar für das preußische Innenministerium und damit oberster Dienstherr der Polizei und Reichskommissar für Luftfahrt. Da Hermann Göring die Landespolizeigruppe mit seinem Namen als seine eigene Haus- und Hoftruppe betrachtete, übernahm er sie zur Luftwaffe, als er zu deren Oberbefehlshaber ernannt wurde. Die nun Regiment General Göring genannte Einheit wurde im Verlauf des Krieges erst zur Brigade und dann zur Division vergrößert. Der Name Fallschirm- wurde erst ab Februar 1944 aus Propagandagründen eingeführt, da ein Sprungeinsatz nicht möglich war.

#### Luftwaffen-Felddivisionen
Aufgrund der militärisch schlechten Lage an der Ostfront und bedingt durch die hohen Personalverluste bereits ab dem Winterkrieg 1941/1942 sollte die Luftwaffe Soldaten an das Heer abgeben. Da sich der Oberbefehlshaber der Luftwaffe Hermann Göring dagegen sträubte, Soldaten abzugeben, wurden stattdessen ab November 1942 überzählige Luftwaffen-Soldaten in eigenen Luftwaffen-Felddivisionen überwiegend an der Erdfront im Osten eingesetzt. Diese infanteristisch unzureichend ausgebildeten Soldaten wurden durch Offiziere der Luftwaffe geführt, die für den Infanterieeinsatz teilweise schlecht geschult waren. Deshalb erlitten sie innerhalb kürzester Zeit hohe Verluste und wurden zum Teil wieder aufgelöst. Die restlichen Luftwaffen-Soldaten wurden zum 1. November 1943 in das Heer überführt und gehörten damit formal nicht mehr zur Luftwaffe. Von den eingesetzten 250.000 Luftwaffen-Soldaten fielen innerhalb eines Jahres ungefähr 90.000 als Gefallene, Verwundete oder Vermisste aus.

## Verluste
Die Luftwaffe verlor vom 1. September 1939 bis zum 31. Januar 1945 insgesamt 138.596 (davon 9.409 Offiziere) Soldaten als Gefallene, 216.579 (9.367) Soldaten als Verwundete und 156.132 (7.816) Soldaten als Vermisste.
| Flugzeugverluste                | 1939 | 1940 | 1941 | 1942 | 1943   |
| ------------------------------- | ---- | ---- | ---- | ---- | ------ |
| Totalverluste                   | 625  | 4543 | 4280 | 5026 |        |
| nicht mehr instandsetzungsfähig | 501  | 2273 | 2991 | 2288 |        |
| Gesamtverluste                  | 1126 | 6816 | 7271 | 7314 | 17.495 |

Zu den Totalverlusten zählten Abschüsse durch den Feind, Abstürze ohne Feindeinwirkung an der Front oder während der Ausbildung. Zum Beispiel waren 1942 ungefähr 40 Prozent der Flugzeugtotalverluste ohne Feindeinwirkung.

## „Der Adler“
Die Luftwaffe verfügte über eine eigene Propaganda-Illustrierte mit dem Titel Der Adler.

## Nachkriegszeit
Nach dem Ende des Zweiten Weltkrieges war die deutsche Luftfahrt sehr eingeschränkt, die militärische Luftfahrt ganz verboten. Erst 1956 wurden in beiden deutschen Staaten wieder Luftstreitkräfte aufgestellt:
- Nachdem die Bundesrepublik Deutschland 1955 teilsouverän und Mitglied der NATO geworden war, erfolgte 1955 die von einem heftigen öffentlichen Diskurs begleitete Aufstellung der Bundeswehr. Als Teilstreitkraft entstand 1956 die Luftwaffe.
- Die Deutsche Demokratische Republik gründete 1956 offiziell die Nationale Volksarmee und als deren Teilstreitkraft die Luftstreitkräfte/Luftverteidigung (LSK/LV) der NVA. Ab 1990 wurde diese im Rahmen der Wiedervereinigung in die Luftwaffe der Bundeswehr eingegliedert.

Am 18. November 1962 wurde im bayerischen Fürstenfeldbruck das Ehrenmal der Luftwaffe feierlich eröffnet.